# Liste des nouvelles de Fredric Brown
Fredric Brown est un auteur américain de science-fiction qui a été très prolifique en matière de nouvelles. 
Il a écrit dans divers genres :
- nouvelles policières
- nouvelles d'espionnage
- nouvelles fantastiques
- nouvelles de science-fiction

Beaucoup de ses nouvelles sont humoristiques.
Brown est notamment connu pour son usage de la micronouvelle (short-short-story).

## Année 1938
- The Moon for a Nickel

## Année1939
- The Cheese on Stilts
- Blood of the Dragon
- There Are Bloodstains in the Alley
- Murder at 10:15

## Année1940
- Bloody Murder
- The Prehistoric Clue
- A Matter of Taste
- Trouble in a Teacup (alias Teacup Trouble et The Amazing Dip)
- Murder Draws a Crowd
- Footprints on the Ceiling
- Town Wanted
- The Little Green Men
- Herbie Rides His Hunch
- The Stranger from Trouble Valley
- The Strange Sisters Strange

## Année1941
- Fugitive Impostor
- The King Comes Home
- Big-Top Doom
- The Discontented Cows
- Life and Fire
- Big-League Larceny
- Client Unknown
- Homicide Sanitarium
- Your Name in Gold
- Here Comes the Hearse
- Six-Gun Song
- Star-Spangled Night
- Wheels Across the Night
- Armageddon
- Little Boy Lost
- Bullet for Bullet
- Listen to the Mocking Bird
- You'll End Up Buming
- Selling Death Short
- Thirty Corpses Every Thursday
- Trouble Comes Double

- Pas encore la fin (Not Yet the End)
  - Résumé : Des extraterrestres particulièrement violents approchent près de la planète Z-5689 (la Terre). Voici une planète peuplée… Avec des villes… On va pouvoir ramener sur Xandor des millions d'esclaves qui travailleront dans les mines radioactives… Les deux extraterrestres envoient un rayon-tracteur sur Terre afin de ramener deux spécimens. Ils examinent ces spécimens de Terriens : deux bras, deux jambes, des mains à cinq doigts, parfait ! Ils seront utiles comme esclaves. Hélas les tests d'intelligence montrent que cette race est plutôt stupide : ils ne seront pas assez bons comme esclaves ! Inutile de détruire la planète, on y reviendra dans quelques millions d'années, quand ces êtres auront un peu évolué. Les humains sont donc sauvés, pour l'instant… On apprend dans les deux dernières lignes que deux singes du parc zoologique ont mystérieusement disparu…

- Number Bug

- Erreur fatale (The Perfect Crime)
  - Résumé : Il s'agit d'une micronouvelle de deux pages. Walter Baxter est l'unique héritier de son oncle. Celui-ci est riche et tarde à mourir, tandis que Walter est pauvre. Il a décidé de tuer l'oncle, et de faire croire à l'acte d'un cambrioleur. Meurtre parfait : cambriolage suivi de la mort de l'oncle. Pourquoi le soupçonnerait-on ? Il exécute son plan : le soir, muni de gants, d'un pied de biche et d'une pince-monseigneur, il pénètre dans la maison de son oncle. Il va commencer par la « partie cambriolage ». Il avise le coffre-fort, et fait ce qu'il a à faire. Plusieurs heures plus tard, essoufflé et tremblant, il rentre chez lui. Tout s'est bien passé comme prévu… Le lendemain, on sonne à la porte : l'adjoint du shériff est là, qui l'emmène en garde à vue car Walter est soupçonné de vol avec effraction. En effet, durant la nuit, obsédé par le cambriolage, il a oublié (!) de tuer l'oncle, qui a assisté au vol et qui l'a dénoncé à la police. Beau crime parfait !

## Année1942

### Heil, Loup-Garou!
- Nouvelle publiée en janvier 1942 dans Dime Mystery, sous le titre original Heil, Werewolf. Elle était signée sous le pseudonyme de Felix Graham.
- La nouvelle a été publiée en français dans l'ouvrage Intégrale des nouvelles de Fredric Brown, tome 2, éditions Coda, 2005, p. 5 à 17.
- Remarque : la nouvelle, publiée à peine un mois après l'attaque japonaise sur Pearl Harbor et l'entrée en guerre des États-Unis contre le Japon et l'Allemagne nazie, porte la trace de la nouvelle situation géopolitique mondiale.
- Résumé : Des cochons ont été enlevés de la ferme de Garth Wender. On a retrouvé des carcasses déchiquetées dans les environs. Puis d'autres animaux ont disparu dans le voisinage : chevaux, vaches, moutons… Les gens du comté parlent de loup, et même de loup-garou et de lycanthropie. Par exemple, ce Jim Mennsinger, homme fruste, avec ses allures étranges et sa manie de ne jamais sortir lors des soirs de pleine lune, ne serait-il pas « le » coupable ? Le shérif mène son enquête. Il se rend chez Jim Mennsinger, qui lui répond qu'il ne sait rien et qu'il n'a aucune explication à donner. Puis il se rend sur les lieux des derniers enlèvements d'animaux : des traces suspectes sont découvertes. Avec l'aide du médecin du village, appelé le Doc, le shérif décide de monter une planque près d'un troupeau situé non loin d'ici. Les efforts des deux hommes portent leurs fruits : durant la nuit, à la suite d'un habile stratagème, ils parviennent à interpeller quelqu'un, ou quelque chose, qui leur tire dessus. Il s'agit de Garth Wender ! Le shérif, malgré le mutisme du fermier, comprend ce qu'il s'est passé : Wender, qui est d'origine allemande, était chargé de ravitailler un sous-marin allemand qui croise régulièrement sur la côte américaine. Il a donc tué ses propres cochons et divers animaux du voisinage pour ravitailler l'équipage, tout en laissant croître les superstitions locales concernant l'existence d'un loup-garou. Si loup-garou il y avait, il était parfaitement humain, et était à la solde des nazis ! Le shérif alerte les autorités militaires, pour signaler la présence d'un sous-marin près des côtes. Puis il réalise que le sous-marin était peut-être non loin de l'endroit où Wender a été interpellé : la plage n'est pas loin… Il s'y rend, et découvre effectivement le sous-marin. Une forme sombre apparaît dans les flots, s'échouant sur la grève. Il s'agit de Jim Mennsinger, qui revient du sous-marin ! En réalité, Mennsinger était vraiment un loup-garou, et il est allé attaquer seul l'équipage, égorgeant tous ses membres. Blessé par une quinzaine de balles, il est en train de mourir. Dans un dernier souffle, Mennsinger dit au shérif qu'il n'a jamais tué personne avant ce jour-là. Le shérif cache puis enterre le corps de Mennsinger, loup-garou et héros, puis décide d'aller se saoûler avec le Doc.

### Excusez mon ricanement macabre
- Nouvelle publiée en février 1942 dans Strange Detective Mysteries, sous le titre original Pardon My Ghoulish Laughter.
- La nouvelle a été publiée en français dans l'ouvrage Intégrale des nouvelles de Fredric Brown, tome 2, éditions Coda, 2005, p. 18 à 29, sous le titre Excusez mon ricanement macabre. Il n'est pas question de goule dans le récit.
- Résumé : Malcolm Saunders est un jeune journaliste au sein du magazine H & H. Il a été chargé par M. Guthrie, le rédacteur en chef, d'un reportage sur « Les premiers colons de Tregville et leurs nécropoles ». Il a rédigé un article sur ces colons, mais s'est focalisé sur un sujet qu'il adore, à savoir les pratiques de sorcelleries, les poltergeists, les zombies, etc. Ce n'est pas pour rien qu'on l'a surnommé Spooks, le « Revenant ». Il est convoqué par M. Guthrie, qui s'inquiète de l'état mental de son employé. Faire un article de plusieurs pages sur les superstitions et autres sornettes, ce n'est pas signe d'un employé sain d'esprit ! Malcolm répond qu'il a essayé de s'adapter au public destinataire du supplément magazine, à savoir les jeunes gens. M. Guthrie lui ordonne d'aller rencontrer dès le lendemain le Dr Orville Hoge, psychiatre, qui se trouve être aussi l'actionnaire majoritaire du magazine. Si Malcolm n'est pas psychanalysé par Hoge, il sera renvoyé… Le lendemain, Malcolm se rend donc chez le Dr Hoge. Celui-ci lui pose diverses questions, puis le menace avec un couteau ! Malcolm tente de réagir comme il le peut, ignorant si le médecin est lui-même fou ! Celui-ci appelle alors l'asile psychiatrique de Latham pour qu'on lui envoie un fourgon cellulaire afin d'hospitaliser un fou furieux dénommé Malcolm Saunders ! Puis Hoge lui révèle les raisons de son étrange comportement : il s'agissait d'un test de pression psychologique, afin de savoir s'il était dément ou sain d'esprit. Le résultat est sans appel : Malcolm est indubitablement sain d'esprit. Il peut donc rentrer chez lui. S'agissant de l'appel téléphonique, le téléphone était débranché, comme Malcolm peut le constater. Malcolm quitte donc l'étrange médecin. Quelques mètres après la porte d'entrée, il décide de retourner dans la demeure : tout ceci est très bizarre, tout compte fait… Retournant dans le cabinet du psychiatre, il découvre une petite pièce, à peine plus grosse qu'un placard, dans laquelle deux hommes sont ligotés et baillonnés : l'un d'eux est le « vrai » Dr Orville Hoge, qui a été fait prisonnier par un dément. Malcolm met hors d'état de nuire ce dément qui avait pris la place du Dr Hoge : il s'agissait de M. Guthrie, qui s'était grimé ! Semi-dément, M. Guthrie avait aussi commis des malversations financières qui risquaient d'être découvertes par Hoge. Il avait donc combiné ce plan macabre pour faire accuser Malcolm du meurtre de Hoge : les infirmiers de l'asile de Latham, qui avaient bien été appelés par Guthrie, auraient découvert à leur arrivée le vrai Dr Hoge tué de coups de couteaux, avec un suspect idéal, Malcolm. Hoge, pour remercier Malcolm de son action, le nomme immédiatement rédacteur en chef du magazine. Malcolm pourra désormais enquêter sur tous les sujets paranormaux de son choix !

### Petite pomme difficile à peler
- Nouvelle publiée en février 1942 dans le magazine Detective Tales sous le titre Little Apple Hard to Peel.
- La nouvelle a été publiée en français dans l'ouvrage Intégrale des nouvelles de Fredric Brown, tome 2, éditions Coda, 2005, p. 30 à 39.
- Résumé : Le narrateur raconte comment la ville dont il est aujourd'hui le shérif a connu « Petite Pomme difficile à peler ». Vingt ans auparavant, le couple Pohm, accompagné de leur jeune fils John Pohm, vient d'emménager dans une petite ville du Middle West. Très rapidement, les habitants de la ville, et spécialement les enfants et adolescents qui côtoient John Pohm, découvrent que celui-ci est violent. Quand quelqu'un l'énerve, quand quelqu'un le gêne, il se passe quelque chose à l'égard du « gêneur » : il est agressé dans le noir, ses affaires sont volées ou détruites, etc. Pohm n'aime pas les chiens : comme par hasard, certains chiens disparaissent de la ville. C'est durant ces années d'enfance et d'adolescence qu'il acquit le surnom de Petite Pomme difficile à peler (il aimait bien ce surnom). Les années passent, et Pohm se montre toujours aussi violent, quoiqu'avec ruse et intelligence : impossible de prouver son implication dans la moindre violence, dans la moindre affaire louche. Une jeune fille, Lucinda, tombe enceinte : elle disparaît ; on la retrouve une semaine après, noyée dans la rivière. Pohm quitte alors la ville, et part vers une destination inconnue. On entend parler de lui vaguement ; il organiserait des affaires louches, en lien avec la mafia, du côté de Chicago. Quand les parents Pohm décèdent, il ne vient pas à leur enterrement, et laisse la ferme familiale abandonnée. Un jour, soudainement, John Pohm revient dans la petite ville. Il fait réparer la ferme de sa maison, et commence à y habiter. Peu de temps après, Lester Willis, qui avait eu à souffrir des agissements de Pohm dans son adolescence et qui était amoureux de Lucinda, rencontre Pohm et lui décoche un coup de poing. Celui-ci tombe à la renverse sous les yeux du shérif, qui lui dit qu'ici, on n'est pas à Chicago. Pohm ne réplique pas en s'en va. Deux jours après, la ferme des Willis prend feu, tuant les deux filles de Lester : c'est la vengeance de Pohm. La même nuit, Lester se rend au domicile de Pohm, et à l'aide d'un couteau à dépecer le gibier, écorche vif son ennemi mortel. « Il n'était pas si difficile à peler », déclare Lester en s'écroulant dans les bras du shérif, le corps traversé par les balles de Pohm. À l'enterrement de Lester, toute la ville vint ; il n'y eut personne à celui de Pohm.

### L'Incroyable Bombardier
- Nouvelle publiée en mars 1942 dans le magazine G. Man Detective sous le titre The Incredible Bomber.
- La nouvelle a été publiée en français dans l'ouvrage Intégrale des nouvelles de Fredric Brown, tome 2, éditions Coda, 2005, p. 40 à 55.
- Résumé : Nick Carter, le shérif du comté, aidé par Smith, un assureur venu encaisser des primes d'assurance impayées, vont voir le vieux Wandrei, qui dit avoir entendu le bruit mystérieux d'un bombardier, et qui a demandé au shérif de venir accompagné d'un témoin… Les deux hommes se rendent au domicile de Wandrei. Sur le trajet, ils croisent le cabanon d'un clochard qui a été tué la semaine précédente : le meurtrier n'a pas été démasqué. Arrivés au domicile de Wandrei, ils découvrent un vieil homme effrayé. Peu de temps après leur arrivée, ils constatent en effet un bruit étrange, comme un bourdonnement, venant de l'extérieur. Le bruit semblant provenir des abords de la boîte aux lettres, le shérif va vers elle pour l'examiner. Il en est empêché par Smith, qui lui montre que la boîte métallique est reliée… au courant électrique ! Le shérif a manqué de périr électrocuté. On découvre finalement que c'est le clochard qui a tué Wandrei et qui s'est grimé de manière à prendre sa place. En prenant la place de Wandrei, il espérait détourner son argent. Mais comme le shérif aurait pu découvrir la vérité, il voulait s'arranger pour que celui-ci meure en présence d'un témoin, qui aurait certifié que le shérif était mort peu de temps après avoir entendu le bruit d'un avion. Heureusement, Smith et Nick Carter parviennent à mettre l'assassin hors d'état de nuire, au moment où l'assureur lui fait prendre en main une boîte en ferraille qu'il a branché sur le courant électrique : il lui a joué le même tour ; tel est pris qui croyait prendre.

### Le Cadavre assassiné
- Nouvelle publiée en mars 1942 dans le magazine Ten Detective aces sous le titre Twice-killed Corpse.
- La nouvelle a été publiée en français dans l'ouvrage Intégrale des nouvelles de Fredric Brown, tome 2, éditions Coda, 2005, p. 56 à 70.
- Résumé : Roy Williams, 19 ans, est employé dans un commerce de pompes funèbres. Un soir, alors qu'il est seul au magasin, il reçoit un appel téléphonique lui indiquant que l'enquêteur spécial d'une compagnie d'assurance va venir : on pense que le vieux Murgatroyd, qui vient de mourir, a été assassiné. Peu de temps après, l'enquêteur arrive, et demande à rester seul avec le cadavre. Afin que Roy ne soit pas « impliqué » dans son enquête qui frise l'illégalité, il lui demande de rester à la réception. Roy accepte et laisse l'enquêteur seul dans la chambre froide. Plus tard, des policiers arrivent : quelqu'un les a appelés pour un meurtre dans le magasin ! Les policiers et Roy vont dans la chambre froide : Murgatroyd, pourtant mort, a un couteau planté dans le ventre ! Puis un homme arrive : il s'agit de Malone, l'enquêteur de la compagnie d'assurance ; l'homme que Roy avait vu et à qui il avait laissé le libre accès à la chambre froide était un imposteur ! Le commissaire arrive, puis le patron de Roy est appelé. L'enquête commence. Roy apprend que le vieux Murgatroyd avait fait rédiger un nouveau testament quelques jours auparavant. Bizarre qu'il meure dans les jours qui suivent ! Roy apprend que la fortune du défunt va à diverses personnes, dont 10 000 dollars pour son neveu, Cummings. Enfin le médecin légiste, appelé sur les lieux, constate un décès dû à une surdose de morphine… En fin de compte, Roy découvre la triste vérité : en réalité, Murgatroyd n'a jamais été assassiné. Il s'est suicidé en absorbant volontairement de la morphine. Son corps a été découvert par Cummings, qui a réalisé qu'une mort par meurtre lui rapporterait une prime d'assurance double qu'une prime normale ; de plus le suicide n'était pas couvert par l'assurance-décès. Ainsi, en faisant passer un suicide pour un meurtre, il obtenait 20 000 dollars multiplié par deux, sans oublier le legs de 10 000 dollars, soit un total de 50 000 dollars (alors qu'avec un suicide, il n'aurait rien reçu). Or Roy découvre enfin que Cummings est le « faux assureur » : en plantant le couteau dans le corps de son oncle, Cummings voulait obliger la police à pratiquer une autopsie, à découvrir la présence de morphine et à envisager sérieusement un meurtre qui n'avait pas eu lieu mais qui était possible. Cummings, se voyant découvert, est sur le point de tuer Roy, devenu témoin gênant. C'est sans compter sur Malone, le vrai assureur, qui intervient et maîtrise Cummings. Roy se félicite de l'intervention de Malone, qui lui rétorque qu'en fait, il le suivait lui, Roy, parce qu'il pensait que c'était lui qui avait fait le coup ! En effet, il pensait que Roy était le seul qui aurait pu planter le couteau dans le ventre de Murgatroyd, et que son histoire sur un « faux assureur » aurait pu être inventée de bout en bout ! S'il vient de lui sauver la vie, c'est en quelque sorte par hasard et à la suite d'une erreur !

### La Mort dans le noir
- Nouvelle publiée en mars 1942 dans le magazine Dime Mystery Magazine sous le titre Death in the Dark.
- La nouvelle a été publiée en français dans l'ouvrage Intégrale des nouvelles de Fredric Brown, tome 2, éditions Coda, 2005, p. 71 à 86.
- Résumé : Walter, salarié dans une banque, a un problème : il a la phobie du noir et de la nuit. Un soir, après une partie de poker, le caissier en chef, Rex Graham, le ramène chez lui. Walter entre dans la maison, et découvre des cartons sur lesquels sont inscrits des messages lui indiquant que son épouse, Amanda, a été enlevée, et mourra sauf si… Le téléphone sonne peu après. Une voix lui ordonne d'aller à la banque, de couper les alarmes, d'ouvrir le coffre-fort, puis de revenir chez lui. S'il le fait, sa femme sera libérée. Il exécute ces ordres. Malgré sa phobie du noir, il se rend à la banque en pleine nuit, et commence à débrancher les alarmes. Soudain les sirènes de voitures de la police se font entendre. Comment les policiers peuvent-ils être ici alors que les alarmes n'ont pas été déclenchées ? Il parvient par miracle à quitter les lieux sans se faire prendre, et décide de rentrer chez lui. Arrivé à la maison, il découvre Amanda dans le lit, endormie, apparemment droguée. Soudain, une voix se fait entendre, c'est celle de Rex, le caissier en chef, qui vient le voir, pour lui annoncer qu'il faut aller à la banque, qui vient d'être cambriolée. Walter comprend la vérité en un instant : Rex a volé le coffre avant de le ramener, lui Walter, à son domicile ; c'est Rex qui a procédé à l'enlèvement d'Amanda et qui a téléphoné ; c'est Rex qui a appelé la police afin que Walter se fasse arrêter à la banque, sachant que sa phobie du noir l'empêcherait de réagir sainement. Ainsi, selon ce plan, lors de l'arrestation, lorsque Walter aurait raconté son histoire, personne ne l'aurait cru. Il n'aurait eu qu'une preuve, à savoir les petits cartons lui annonçant l'enlèvement. Mais ceux-ci ont disparu. Une terrible idée germe dans l'esprit de Walter : et si Amanda était complice de Rex ? Walter expose à Rex ses déductions. Le caissier lui indique qu'il a tout compris, et que le plan a été un échec, puisque Walter n'a pas été interpellé à la banque. Il va donc devoir le tuer. Une bagarre a lieu entre les deux hommes. Walter est sauvé in extremis par Amanda, qui était effectivement complice de Rex, mais qui n'a jamais voulu qu'il meure. Elle se découvre encore amoureuse de son époux, et lui demande de lui pardonner. Walter, encore tourneboulé par les événements et encore amoureux de sa femme, lui pardonne, tout en constatant que sa phobie du noir et de la nuit a totalement disparu, depuis qu'il s'est échappé de la banque. Finalement, cette aventure aura servi à fortifier son couple et à rendre Walter moins phobique !

### Un chat se promène
- Nouvelle publiée en avril 1942 dans le magazine Detective Story Magazine sous le titre A Cat Walks.
- La nouvelle a été publiée en français dans l'ouvrage Intégrale des nouvelles de Fredric Brown, tome 2, éditions Coda, 2005, p. 87 à 104.
- Résumé : Phil Evans est très ennuyé : la jeune et belle Ellen Weyburn, qui lui avait confié sa chatte Grisette en garde pendant quelques jours, vient récupérer l'animal. Or il a été vendu quelques heures auparavant par la mère de Phil avec un lot d'autres chats ! Comment faire pour récupérer Grisette ? Accompagné d'Ellen, Phil (qui est secrètement amoureux d'elle) se rend au poste de police, où on lui annonce qu'on a autre chose à faire que récupérer un chat vendu par erreur : un meurtre vient d'être commis à l'usine chimique, et les policiers sont « sur les dents ». Phil et la jeune femme se rendent à la S.P.A., pour savoir si on n'aurait pas vendu d'autres chats à l'acquéreur : en effet, pourquoi celui-ci voulait-il acheter plusieurs chats ? De fil en aiguille, les deux jeunes gens tombent sur un dénommé Workus, qui s'avère être l'acquéreur de la douzaine de chats. Mais il ne veut pas restituer Grisette. Ellen Weyburn et Phil découvrent alors que les chats ont été mis en cage, et que… certains d'entre eux sont morts ! Comment est-ce possible ? On découvre que ce sont Workus et son complice qui ont tué le gardien de nuit de l'usine chimique, qu'ils ont volé un gaz mortel, et qu'ils ont acheté les chats pour déterminer à quelle distance des chats on pouvait disposer le gaz pour empoisonner l'atmosphère : plusieurs chats ont servi de cobayes pour ces tristes expériences. Les deux jeunes gens parviennent à mettre les deux bandits hors d'état de nuire et à récupérer la chatte vivante. Et la dernière phrase du récit montre qu'Ellen, grâce aux aventures vécues en commun, n'est pas restée insensible au charme de Phil et qu'une idylle pourrait se nouer entre eux…

### Qui ai-je assassiné?
- Nouvelle publiée en avril 1942 dans le magazine Detective Short Stories sous le titre Who did I murder ?.
- La nouvelle a été publiée en français dans l'ouvrage Intégrale des nouvelles de Fredric Brown, tome 2, éditions Coda, 2005, p. 105 à 121.
- Résumé : Charles Friendly vient d'être assassiné d'un coup de révolver. Avant de mourir, il donne un nom : Duke Colby. Ce dernier est donc soupçonné du meurtre, d'autant plus qu'il n'a aucun alibi. Néanmoins, il proposera à la police d'orienter ses recherches vers Philipp Voss, enquêteur auprès de l'Association des assureurs des bijoutiers : si ce dernier est le tueur et si, comme on le croit, Friendly a eu le temps de tirer sur son meurtrier, la veste de Voss pourrait être trouée, et Voss lui-même pourrait être blessé.

### Du sang sous la fourrure
- Nouvelle publiée en mai 1942 dans le magazine Thrilling Detective sous le titre Murder in furs.
- La nouvelle a été publiée en français dans l'ouvrage Intégrale des nouvelles de Fredric Brown, tome 2, éditions Coda, 2005, p. 122 à 139.
- Résumé : DeVillers, responsable du rayon « Fourrures » d'un Grand magasin new-yorkais, est assassiné par un faux photographe lors de sa sortie du magasin. Quelques minutes auparavant, DeVillers avait remis à Marie Nolan, employée du magasin, une enveloppe sous les yeux de Steve Corey, le vigile du magasin (qui est secrètement amoureux de Marie). Pour protéger Marie, Steve lui demande de lui remettre l'enveloppe. Or celle-ci contient 2 300 dollars, et quelqu'un a vu Marie remettre l'enveloppe de DeVillers à Steve. Ce dernier est immédiatement licencié par le chef d'entreprise, qui croit que Steve est malhonnête. D'ailleurs Steve est aussi soupçonné par la brigade criminelle, puisque le tireur n'a été aperçu par personne, et que Steve se trouvait à quelques mètres de DeVillers lors de son assassinat. Steve se dit que l'assassinat de DeVillers est peut-être en rapport avec des malversations que DeVillers aurait pu avoir commises. Et si DeVillers avait été recéleur de fourrures volées, revendues par l'intermédiaire du grand magasin ? Il va consulter les registres de factures, et découvre le pot-au-roses : DeVillers a effectivement trafiqué des fourrures avec une société inconnue, qui a vendu au grand magasin pour 23 000 dollars de fourrures. L'enveloppe contenant 2 300 dollars était donc sa commission de 10 %. Il se rend sur les lieux de cette entreprise criminelle, et découvre les bandits. Il a le temps de prévenir Marie Nolan de l'endroit où il se trouve, des malversations du défunt et de la présence des bandits. Il est fait prisonnier. Peu de temps après, la police, prévenue par Marie, investit les lieux et le délivre. À l'hôpital, il découvre que la douce Marie, en fin de compte, nourrissait de tendres sentiments à son égard…

### La Passe de trois
- Nouvelle publiée en juin 1942 dans le magazine Popular Detective sous le titre Three Corpse Parlay.
- La nouvelle a été publiée en français dans l'ouvrage Intégrale des nouvelles de Fredric Brown, tome 2, éditions Coda, 2005, p. 140 à 147.
- Résumé : Peter Trask vient de créer son agence de détective, mais il a des dettes. Il se rend chez son père pour obtenir un prêt, mais le père Trask, vieux radin, refuse de lui prêter quoi que ce soit. Néanmoins, la mort du chien du vieux Trask inquiète Peter : et si des voleurs tentaient de commettre un cambriolage ? En fin de compte, Peter parvient à faire échouer les voleurs, pris en flagrant délit et qui étaient aidés par le majordome du vieux Trask. Le père Trask, pour remercier son fils, lui donne alors une somme d'argent qui est le double que celle que Peter avait sollicitée en prêt.

### Suite pour Flûte et Mitraillette
- Nouvelle publiée en juin 1942 dans le magazine Street & Smith Detective Story Magazine sous le titre Suite for Flute and Tommy-gun.
- La nouvelle a été publiée en français dans l'ouvrage Intégrale des nouvelles de Fredric Brown, tome 2, éditions Coda, 2005, p. 148 à 160.
- Résumé : Remmel a reçu trois lettres de menaces de mort. Il a donc invité un grand détective privé à venir chez lui pour découvrir le coupable. Le shérif Clark va attendre le célèbre détective McGuire à la gare, puis l'amène chez Remmel. Ce dernier joue au piano avec son ami Dave Peters, qui joue de la flûte. Lorsque le shérif et McGuire arrivent au seuil de la demeure, et alors qu'on entend les deux hommes jouer de leurs instruments respectifs, une rafale de mitraillette éclate. On se précipite à l'étage : Remmel est effondré sur le piano, tué par des balles de mitraillette, tandis que Dave, la flûte à la main, désigne d'une main tremblante la fenêtre d'où ont été tirés les coups de feu. On recherche le tireur, en vain. On retrouve en revanche la mitraillette, abandonnée par le tireur sous la fenêtre. McGuire demande à Dave le morceau qu'il jouait avec Remmel : il s'agit d'une œuvre originale écrite par Dave. Puis McGuire demande à ce dernier s'il a entendu parler du colonel Rebsomen. Soudain, Dave prend une fiole de liquide, en avale le contenu, et s'écroule mort. McGuire explique alors au shérif que c'est Dave qui a fait le coup. En effet, Dave avait une flûte spéciale permettant de jouer le morceau pour piano et flûte d'une seule main, la seconde main pouvant être utilisée pour tenir une mitraillette et tuer Remmel. Quand Dave s'est vu découvert, il a préféré se suicider.

### Un crime sous la Lune
- Nouvelle publiée en juin 1942 dans le magazine The Masked Detective sous le titre Moon over Murder.
- La nouvelle a été publiée en français dans l'ouvrage Intégrale des nouvelles de Fredric Brown, tome 2, éditions Coda, 2005, p. 161 à 170.
- La lecture de la nouvelle fait penser à la nouvelle La Lettre volée d'Edgar Poe.
- Résumé : Le vieux Jacques Holm proclame qu'il vient de découvrir un immense trésor ! Les habitants du coin, ses voisins, ainsi que son neveu Pete Holm, le connaissant bien, savent bien qu'il radote. Hélas, les élucubrations du vieil homme parviennent aux oreilles de deux truands, qui le tuent, et qui se mettent à fouiller la maison, sans rien trouver. Ils font prisonniers Pete Holm et sa compagne Ellen, qui après s'être libérés de leurs entraves, parviennent à les mettre hors d'état de nuire. Enfin, Pete explique à Ellen que le vieux avait effectivement trouvé un trésor : de l'ambre gris, rare et très cher. Les deux malfrats croyaient que c'était de la saleté, et l'on jeté par la fenêtre, en raison de son odeur ! Comme quoi, la chose la plus importante et la plus précieuse est parfois celle qui est mise le plus en évidence, sans que celui qui la recherche y pense...

### La Souris cosmique
- Nouvelle publiée en juin 1942 dans le magazine Planet Stories sous le titre The Star-Mouse.
- La nouvelle a été publiée en français dans l'ouvrage Intégrale des nouvelles de Fredric Brown, tome 2, éditions Coda, 2005, p. 171 à 188.
- Résumé : Le professeur Otterburger crée la première fusée spatiale. Il place à l'intérieur la petite souris qu'il a baptisée « Mitkey », en référence à Mickey Mouse. La fusée est lancée, quitte la Terre, et se dirige vers un astéroïde caché aux télescopes des Hommes. Cet astéroïde, Prxl, qui se trouve entre la Terre et la Lune, est peuplé de Prxliens. Ces êtres ont une hauteur d'environ 1 cm et sont extrêmement intelligents. Ils actionnent un rayon-tracteur qui amène la fusée sur l'astre. Ils entrent en contact avec Mitkey, dont ils augmentent artificiellement l'intelligence pour la faire atteindre celle d'un être humain. Ils ont ensuite de longues conversations avec Mitkey, qu'ils renvoient par la suite sur Terre. Arrivé sur Terre, Mitkey, la première « souris cosmique » aussi intelligente qu'un être humain, retourne chez le professeur. Celui-ci est stupéfait de revoir sa souris, et de plus douée de parole et aussi intelligente qu'un être humain. Mitkey lui raconte son histoire. Elle lui dit qu'elle envisage de créer une machine, dont les plans lui ont été indiqués par les Prxliens, qui permettra à toutes les souris du monde de devenir intelligentes. Elle lui déclare qu'il leur faudrait un territoire à elles, par exemple l'Australie, qu'on pourrait renommer Souristralie. Humains d'un côté, Souris de l'autre, les deux espèces pourraient nouer des relations fructueuses. Pour débuter, les souris pourraient anéantir tous les rats de la planète. Le professeur demande un délai de réflexion et propose à Mitkey de revoir Minnie, sa compagne souris qui était restée sur Terre. Mitkey se précipite vers la cage de sa compagne, mais un événement inattendu se produit : la cage était traversé par un mini-courant électrique empêchant la souris de la quitter. Touché par l'électricité, Mitkey s'évanouit. Son psychisme quasi-humain n'était pas stable, et les modifications faites par les Prxliens s'évanouissent en une seconde. Revenant à son état antérieur, Mitkey redevient une souris comme toutes les autres. La fin de la nouvelle laisse à penser, d'une part que Mitkey, lorsqu'il avait raconté son histoire au professeur, avait indiqué à ce dernier qu'un courant électrique était susceptible de supprimer les effets d'augmentation de l'intelligence, et d'autre part que le professeur a fait exprès d'installer un micro-courant électrique près de Minnie, afin de piéger Mitkey et lui faire reprendre son état initial…

### Fou cherche oreilles…
- Nouvelle publiée au printemps 1942 dans le magazine Detective Book Magazine sous le titre Mad Dog ! (« Le Fou »).
- La nouvelle a été publiée en français dans l'ouvrage Intégrale des nouvelles de Fredric Brown, tome 2, éditions Coda, 2005, p. 189 à 203.
- Résumé : Bryce est chez son bon vieux copain MacCready, qui est psychiatre. Tous deux sirotent leur verre de whisky. Or voici qu'arrive Hermann Wunderly, un fou échappé de l'asile psychiatrique. Il faut savoir qu'Hermann, dans le passé, a tué sa sœur, après lui avoir découpé les oreilles. En effet Hermann fait une « fixation » sur les oreilles ! Hermann ligote les deux hommes, « vérifie » leurs oreilles, puis leur explique qu'elles ne l'intéressent pas. Il ajoute que maintenant, il va aller tuer son père, le vieux Wunderly, ainsi que son frère Kurt, qui habitent non loin de là. Il quitte la maison, armé. Bryce et Mac se libèrent de leurs liens et vont à la poursuite d'Hermann. Arrivés à la demeure des Wunderly, ils recherchent Hermann. Tout à coup ils sont pris à partie par un homme, qu'ils pensent être Kurt. Le lecteur apprend dans les dernières pages de la nouvelle qu'en réalité, Hermann s'est échappé de l'asile et a trouvé refuge chez son père et son frère. Kurt a alors voulu utiliser l'évasion de son frère pour faire croire à tout le monde que ce dernier avait tué son père. Kurt, ayant besoin de témoins, s'est ainsi présenté au domicile de Mac en se faisant passer pour Hermann. Plus tard, il escomptait tuer son père et faire passer l'assassinat sur le compte de la folie d'Hermann. Il aurait ainsi hérité, seul, de l'héritage des Wunderly ! Bryce et Mac parviennent à mettre Kurt hors d'état de nuire, et à rassurer le vieux Wunderly et Hermann.

### Rendez-vous avec la Mort
- Nouvelle publiée en juillet 1942 dans le magazine Strange Detective Mysteries sous le titre A Date to Die.
- La nouvelle a été publiée en français dans l'ouvrage Intégrale des nouvelles de Fredric Brown, tome 2, éditions Coda, 2005, p. 204 à 220.
- Résumé : Le lieutenant Murray reçoit un appel téléphonique au commissariat : un homme disant être Sibi Barranya, que l'on sait être un escroc de moyenne importance, lui explique qu'il va bientôt tuer Charlie Randall, un autre délinquant de moyenne importance. L'inconnu raccroche le combiné. Murray avertit la patrouille la plus proche du domicile de Randall. On lui annonce quelques minutes plus tard que Randall est mort. Descendant l'escalier du commissariat, Murray découvre Barranya dans la salle d'attente ! S'il est au commissariat, il n'a pas passé l'appel téléphonique. La perquisition effectuée au domicile de Randall n'ayant rien donné, on examine celui de Barranya, où l'on ne découvre non plus rien de spécial. Mais Murray trouve cela suspect : on aurait dû découvrir quelque chose. Or il n'y a rien. Donc Barranya s'attendait à ce qu'une perquisition ait lieu, et a « nettoyé » son appartement. Poursuivant l'enquête, Murray va découvrir que c'est effectivement Barranya qui a tué Randall, afin d'éliminer un concurrent, épouser sa femme avec qui il entretenait une liaison, et récupérer l'argent de l'ex-mari. Après le meurtre, Barranya s'est rendu au commissariat. Là, il a appelé au domicile du voisin du dessus, absent durant cette semaine. Dans le téléphone du voisin, il avait installé une déviation électrique, le connectant au commissariat. On a cru que l'inconnu téléphonait de la résidence, alors qu'il téléphonait du commissariat. Alors que Murray perquisitionne le domicile du voisin, Barranya surgit et le menace avec un révolver. En effet Barranya, n'ayant pas eu le temps d'enlever le système de déviation du téléphone, venait pour enlever la seule preuve matérielle susceptible de l'impliquer. Une bagarre brutale et rapide a lieu entre les deux hommes ; Murray l'emporte sur le meurtrier.

### Rouge est la couleur de l'Enfer
- Nouvelle publiée en juillet 1942 dans le magazine Strange Detective Mysteries sous le titre Red is the Hue of Hell.
- La nouvelle a été publiée en français dans l'ouvrage Intégrale des nouvelles de Fredric Brown, tome 2, éditions Coda, 2005, p. 221 à 238.
- Résumé : Duncan a une maladie psychique rare, mais terrible : il est pyromane. Et pour payer son loyer, il est obligé de se faire embaucher… dans une usine de fabrication de poudre et d'explosifs. Peu de temps après son embauche, un incendie se déclare dans cette usine, provoquant une explosion, avec deux morts à la clef. Lorsque l'enquête a lieu, on ne tarde pas à découvrir la pyromanie de Duncan, dont le journal intime constitue un élément à charge tout particulier : autant dire que Duncan est tout de suite soupçonné d'être à l'origine de l'incendie. La police ne se pose qu'une question : y a-t-il eu effets d'une maladie mentale, ou plus grave encore, sabotage ? Après tout, on est en pleine Seconde Guerre mondiale. Mais Duncan parviendra à faire éclater son innocence en prouvant qu'il s'agissait en fait d'un acte de sabotage d'un japonais, lequel s'était ingénié à le faire embaucher dans l'entreprise afin que tous les soupçons retombent sur lui. Et l'on apprend en fin de nouvelle que Duncan est en voie de guérison de sa pyromanie. La preuve, il est tombé amoureux de la belle infirmière rousse qui s'est occupée de lui !

### Deux bières pour deux
- Nouvelle publiée en juillet 1942 dans le magazine Clues sous le titre Two Biers for Two.
- La nouvelle a été publiée en français dans l'ouvrage Intégrale des nouvelles de Fredric Brown, tome 2, éditions Coda, 2005, p. 239 à 251.
- Les bières dont il est question dans le titre concernent les cercueils et la mise en bière.
- Résumé : Slim Miller, journaliste, joue aux cartes avec son copain Saul Mintner, entrepreneur de pompes funèbres. Ils reçoivent la visite d'Augie Wheeler, mafioso local spécialisé dans la fausse monnaie, dont deux membres de son équipe, Monk et Pete, ont été tués récemment. Augie se met d'accord avec Saul sur les cercueils devant contenir les cadavres. Augie va aussi dans la réserve pour faire des vérifications. Plus tard dans la nuit, alors qu'ils continuent à jouer, Slim et Saul sont faits prisonniers par Frankie Sorrent qui, après avoir passé plusieurs années dans une prison de haute sécurité en raison de la collaboration d'Augie avec la police, s'est échappé récemment, tuant un surveillant. Frankie a décidé de se venger. Son plan est simple : on enlève l'un des corps placés dans les cercueils, il prend sa place avec sa mitraillette, puis lorsque le cortège arrive à l'Église, il sort du cercueil comme un diable hors de sa boîte et mitraille l'équipe entière d'Augie. Et tant pis s'il « sulfate » aussi à l'occasion des innocents ! Frankie oblige Slim et Saul à aller dans la réserve, à enlever le corps de Monk, puis à se mettre dans des cercueils entreposés à cet endroit. Tout à coup, alors que Slim et Saul sont emprisonnés dans les cercueils (d'où le titre de la nouvelle), Frankie les mitraille à travers les cercueils, puis quitte les lieux, se rendant au cercueil évidé dans lequel il se tapit. Mais Frankie ignore que Slim et Saul ne sont pas morts. En effet, Augie, lorsqu'il était allé dans la réserve, avait caché les plaques en cuivre et en argent de sa machine à faux-billets dans les couvercles des deux cercueils ! Ces cercueils, en quelque sorte blindés, ont empêché les balles de la mitraillette de Frankie de tuer les deux hommes. Sortant quasiment indemnes des cercueils, ils préviennent la police, qui arrête Frankie avant qu'il ait pu accomplir son massacre. Augie ne s'en tire pas bien pour autant : la police dispose des plaques de faux-billets marquées de ses empreintes digitales, preuves accablantes de son activité de faussaire.

### Vous mourrez avant l'aube
- Nouvelle publiée en juillet 1942 dans le magazine Mystery Magazine sous le titre You'll Die Before Dawn.
- La nouvelle a été publiée en français dans l'ouvrage Intégrale des nouvelles de Fredric Brown, tome 2, éditions Coda, 2005, p. 252 à 267.
- Résumé : Ben Hayden a un sérieux problème. Il est agent de police en tenue, et une nouvelle réglementation impose que ces agents ne doivent pas avoir un poids dépassant 112 kg. Or Ben pèse beaucoup plus, en l'occurrence 124 kg, et son chef refuse de le muter dans le corps des inspecteurs en civil. Comment faire pour perdre plusieurs kilogrammes en quelques semaines ? Il va tromper son angoisse dans un bar, où le patron-barman, aussi gros que lui, lui suggère de boire de la vodka, censée avoir des vertus amaigrissantes ! Le barman lui avoue qu'il va se peser tous les soirs, après la fin du service, sur une balance publique située non loin de là. Vers 1 h 30 du matin, Ben décide d'aller se peser sur cette balance. Il insère une pièce de monnaie, et un ticket sort, mentionnant, non pas son poids, mais un avertissement : « Vous mourrez avant l'aube, cette nuit ». Ben retourne au bar parler de cet événement étrange au barman. Ce dernier réagit d'une manière encore plus bizarre : il menace Ben avec une arme de poing ! Ben le maîtrise et l'assomme. Il comprend alors que le message était destiné au barman, qui a l'habitude de se peser à la sortie du service, qui a lieu à 2 h. Pris d'une inspiration subite, Ben décide de se faire passer pour le barman. A 2 h, ayant endossé les habits et le chapeau de l'homme, il ferme le bar, puis se dirige vers la balance. Il se pèse, et agit comme s'il avait reçu le ticket de menace. Il entend le bruit d'une auto : il est sans doute surveillé. Puis il se rend au domicile du barman, connaissant son adresse grâce aux documents trouvés dans le portefeuille du barman. Il convient de préciser que Ben comprend, en fouillant le manteau, qu'il s'agit d'une histoire de drogue : le manteau contient une petite bonbonne d'héroïne. Une bande mafieuse veut sans doute faire partir le barman, devenu un concurrent gênant. Ben, arrivé au domicile, fait comme s'il se couchait. En réalité, il monte la garde. Deux heures après, la porte d'entrée de l'appartement est crochetée : des hommes pénètrent dans le salon, puis dans la chambre. S'ensuit alors une lutte entre Ben et les bandits, qu'il met hors d'état de nuire. Ben reçoit néanmoins une balle dans la jambe, mais tue l'un des mafieux. Quelques heures plus tard, le commissaire, arrivé sur les lieux, le félicite chaudement, et lui annonce qu'il va être muté à la brigade d'enquête. Désormais policier en civil, Ben n'est plus forcé de maigrir !

### Nuit d'enquête
- Nouvelle publiée en septembre 1942 dans le magazine Ten Story Detective sous le titre Satan's Search Warrant.
- La nouvelle a été publiée en français dans l'ouvrage Intégrale des nouvelles de Fredric Brown, tome 2, éditions Coda, 2005, p. 268 à 283.
- Résumé : Le policier Ben Hayden, héros de la nouvelle précédente, est réveillé en pleine nuit pour enquêter sur le meurtre d'un petit voleur à la tire, Billy Elkins. Non seulement il découvrira le tueur, Paul Durban, mais il arrêtera aussi deux autres voleurs auteurs de cambriolages.

### Un couple soudé
- Nouvelle publiée en septembre 1942 dans le magazine Ten Detective Aces sous le titre A Little White Lye (jeu de mots en langue anglaise : « un peu de soude caustique » / « un petit mensonge sans importance »).
- La nouvelle a été publiée en français dans l'ouvrage Intégrale des nouvelles de Fredric Brown, tome 2, éditions Coda, 2005, p. 284 à 297.
- Résumé : Dirk et Ginny sont un couple récemment marié. Ils cherchent à acheter une maison pour s'y établir. Dirk découvre une maison vendue à un faible prix. La raison : plusieurs mois auparavant, un meurtre horrible a eu lieu dans cette maison. Le mari, Cartwright, a tué sa femme en l'étranglant, avant de tenter de dissoudre le corps avec de la soude (Lye). Il s'est enfui, et on ne l'a jamais retrouvé. Ils emménagent dans la maison. Une nuit, Ginny se réveille, seule dans le lit conjugal. Entendant des bruits sourds, elle découvre que son époux est en train de mesurer (de sonder ?) les murs du placard de la cuisine ! Elle apprend par la suite que Cartwright avait épousé sa femme pour lui voler ses économies, et que celles-ci sont peut-être restées cachées dans la maison. Un jour où Dirk s'est absenté, Ginny essaie de trouver la cachette. Si elle voulait cacher une forte somme d'argent, comment s'y prendrait-elle ? Elle irait cacher cet argent à la cave, dans une anfractuosité derrière une brique. Elle se rend au sous-sol et sonde les murs. Elle découvre finalement une enveloppe avec de nombreux billets de banque ! Mais ce qu'elle découvre par terre la glace d'effroi : un pot de soude en granulés se trouve là. N'aurait-il pas été acheté par Dirk ? Celui-ci ne serait-il pas Cartwright ? La maison n'aurait-elle pas été achetée pour que Dirk/Cartwright trouve l'argent ? Dirk veut-il la tuer à court terme ? Affolée, elle remonte à l'étage. Soudain, on sonne à la porte. Tremblante, elle ouvre la porte : un policier ! Elle lui explique qu'elle a trouvé l'argent de Cartwright, et qu'elle l'a laissé dans la cave. Le policier lui demande de lui montrer l'enveloppe. Elle le guide jusqu'à la cave. Arrivée en bas de l'escalier, elle se retourne, et découvre avec effroi que le policier n'en est pas un, et que c'est Cartwright ! Une lutte violente a lieu : Cartwright tente de l'étrangler, mais elle riposte en lui lançant une poignée de soude dans les yeux. Surgit alors Dirk, qui l'aide à mettre hors d'état de nuire le bandit. Dirk est blessé dans la bagarre. La fin du récit montre le couple à l'hôpital. Ginny se promet de ne jamais rien révéler à Dirk de ses soupçons : qui sait ce qu'il penserait d'elle ? La quitterait-il ? Lorsqu'il lui demande de lui raconter quand et comment elle a compris qu'il s'agissait d'un faux policier, elle lui ment carrément. Un petit mensonge (« lie ») concernant la soude (« lye »), afin de sauver leur couple, aujourd'hui… soudé !

### Quittez la ville!
- Nouvelle publiée en septembre 1942 dans le magazine Thrilling Detective sous le titre Get Out of Town.
- La nouvelle a été publiée en français dans l'ouvrage Intégrale des nouvelles de Fredric Brown, tome 2, éditions Coda, 2005, p. 298 à 321.
- Résumé : Barry vient de se faire embaucher comme pianiste dans un bar branché. Mais le soir même King Costello, un mafioso local, expert en racket, ordonne à Barry de jouer un air. Barry refuse net. Costello insiste. Costello le frappe ; l'autre riposte ; la bagarre éclate. Barry a le dessus. Barry a quelques heures pour quitter la ville. Le gérant du bar apprend aussi de la bouche de Costello que sa « redevance mensuelle » est doublée à partir de ce jour… Barry réagit, et met hors d'état de nuire le gang Costello. On apprend à la fin du récit que Barry est un pianiste de classe internationale, qui a choisi de quitter la grande musique, et de rester dans ce modeste bar.

### Némésis
- Nouvelle publiée en septembre 1942 dans le magazine Mystery Magazine sous le titre Nothing Sinister.
- La nouvelle a été publiée en français dans l'ouvrage Intégrale des nouvelles de Fredric Brown, tome 2, éditions Coda, 2005, p. 322 à 333.
- Résumé : Carl Harlow est un publicitaire heureux : heureux en ménage avec la douce Elsie, heureux dans la vie professionnelle dans la mesure où ce publicitaire talentueux envisage de racheter une agence de publicité. Il se rend donc chez son banquier, Tom Pryor, afin de retirer 10 000 dollars. Néanmoins, il faut attendre 3 jours pour retirer la somme. Le lendemain, il va faire un parcours de golf. Tout à coup, on tire sur lui ! Il parvient à échapper aux coups de feu par miracle. Aidé par son ami Doc Millard, il va porter plainte au commissariat de police. Il rentre alors chez lui. Elsie n'est pas encore rentrée. Il se sert un verre de liqueur, puis un second. Il en remplit un troisième, finissant ainsi la bouteille, mais ne le boit pas. Il dépose le verre près de lui, et... s'endort. Il entend, dans son sommeil, d'étranges sons : « tic-tac-tic-tac-tac ». Soudain, il se réveille. Tom Pryor est là, devant lui, avec une arme. Tom explique à Carl qu'il a commis des malversations et que, d'une part, le retrait brutal de 10 000 dollars pourrait entraîner la découverte de ses malversations, et que d'autre part, si Carl meurt, les 10 000 dollars pourront être détournés par lui, Carl, qui en profitera pour combler ses malversations s'élevant à 6 000 dollars. Il révèle aussi à Carl qu'Elsie n'est plus amoureuse de lui depuis bien longtemps… Mais Tom, qui n'est pas un tueur professionnel, face à Carl, manque de courage : tenant le révolver d'une main, il boit de l'autre main le verre de liqueur que Carl n'avait pas bu. Soudain, Tom s'effondre, raide mort. Carl découvre avec stupéfaction que le verre qu'il avait laissé sur la petite table contenait de l'acide prussique, placée là durant son sommeil par Elsie, qui avait préparé une lettre (d'où les « tac-tac » de son rêve) expliquant son « suicide ». Deux tentatives de meurtre en une soirée, c'est une action digne de Némésis !

### Des Ombres innombrables
- Nouvelle publiée en septembre 1942 dans le magazine Detective Magazine sous le titre The Numberless Shadows.
- La nouvelle a été publiée en français dans l'ouvrage Intégrale des nouvelles de Fredric Brown, tome 2, éditions Coda, 2005, p. 334 à 351.
- Résumé : Buck est tombé amoureux de Rita, et vice-versa. Ces deux-là sont liés par un amour indestructible. Sauf que Rita meurt, alors que Buck est à des centaines de kilomètres de là. Buck sombre dans la dépression et la mélancolie. Un jour, le coiffeur Gorski lui annonce que Rita a peut-être été assassinée, et que derrière ce meurtre, il y aurait une question d'espionnage. En effet, des nazis auraient voulu faire pression sur des amis de Rita, et celle-ci n'aurait servi qu'à « faire un exemple ». Après quelques aventures, Buck découvre que Rita est encore vivante, et parvient à la délivrer, tout en mettant hors d'état de nuire le réseau d'espionnage allemand.

### Famine/Faux-fuyants
- Nouvelle publiée en septembre 1942 dans le magazine Astounding Science Fiction. Elle a reçu deux titres dans différentes éditions : Starvation ; Runaround.
- Elle a été publiée en français dans l'ouvrage Intégrale des nouvelles de Fredric Brown, tome 2, éditions Coda, 2005, p. 352 à 355, ainsi que dans l'anthologie Fantômes et Farfafouilles.
- Résumé : Le récit raconte la dernière journée de la vie d'un dinosaure du Crétacé, en l'occurrence un Tyrannosaurus, « roi des animaux préhistoriques », qui va mourir faute de nourriture, alors que des tas de petits animaux grouillent autour de lui. Plein d'animaux, plein de vie, mais il est trop gros et trop lourd pour les attraper ! Ces misérables vermines, utilisant des faux-fuyants et refusant le combat, le narguent. Il va bientôt mourir ; son heure est venue ; il n'y peut rien ; les gros laissent la place aux petits, c'est comme ça.

### Il n'y a pas de fumée…
- Nouvelle publiée en septembre 1942 dans le magazine Black Book Detective sous le titre Where There's Smoke.
- La nouvelle a été publiée en français dans l'ouvrage Intégrale des nouvelles de Fredric Brown, tome 2, éditions Coda, 2005, p. 356 à 369.
- Résumé : En 1942, durant la Seconde Guerre mondiale. Harry Wilkins est un détective privé de l'agence Jayvee. Le riche industriel Murrison, propriétaire d'une usine de fabrication d'explosifs et de munitions, a chargé cette agence de surveiller une maison d'habitation. Harry est donc « en planque » lorsqu'il voit M. Murrison entrer dans la maison… En fin de soirée, ne revoyant pas sortir Murrison, il craint qu'il ne soit arrivé quelque chose au commanditaire de l'enquête. Il décide de pénétrer dans la maison pour s'en assurer. Il découvre Murrison en train de dormir près d'une femme ! Alors qu'il est sur le point de quitter les lieux, l'homme se réveille : Harry se présente à lui. Mais l'homme et la femme l'assomment et le font prisonnier ! Il apparaît en fait que ces deux personnes sont deux saboteurs allemands : l'homme, Willem, quand il est affublé d'une perruque, ressemble beaucoup à Murrison. Le but du couple est de faire passer Willem pour Murrison et de placer une charge explosive dans l'usine pour la faire sauter. Willem ordonne à un homme de main de tuer Harry, mais celui-ci révèle au tueur la vérité sur l'intention réelle des Willem. L'homme chargé de le tuer fait croire aux Willem qu'il a accompli sa sinistre besogne, puis les Willem l'exécutent ! Les Willem quittent la maison d'habitation et se dirigent en voiture vers l'usine. Harry se cramponne sur le pare-chocs arrière et agrippe la roue de secours, de sorte qu'il les « accompagne » à l'usine. En cours de route, profitant d'une pause pour remplir le réservoir d'essence, Harry demande au pompiste de prévenir la police, Murrison ainsi que l'agence Jayvee. Le véhicule reprend sa route jusqu'à l'usine, Harry étant toujours à l'arrière, hors de vue des Willem. Les agents de sécurité, croyant reconnaître Murrison, laissent passer la voiture. Lorsqu'ils aperçoivent Harry à l'arrière, ils tirent en l'air en guise de sommations de mise en garde. Mais les Willem croient que ces tirs s'adressent à eux et qu'ils ont été reconnus. Willemn arrête la voiture et tire sur les agents de sécurité. Des coups de feu éclatent, et une balle percute la bombe des Willem placée dans le coffre arrière, les tuant sur le coup et détruisant l'auto. Harry, blessé, est pris en charge par la police, par Murrison et par le patron de l'agence : il est devenu un véritable héros.

### La Bévue
- Nouvelle publiée en octobre 1942 dans le magazine Popular Detective sous le titre Boner (mot-à-mot : Il y a un os).
- La nouvelle a été publiée en français dans l'ouvrage Intégrale des nouvelles de Fredric Brown, tome 2, éditions Coda, 2005, p. 370 à 372.
- Résumé : En 1943 aux États-Unis. Carl Heofener vient d'alerter le FBI : un espion allemand l'a contacté. S'il ne livre pas des secrets industriels, son cousin, resté en Allemagne, ira directement en camp de concentration. Mais Carl Heofener, authentique patriote américain, refuse ce sordide chantage : c'est pourquoi il a alerté le FBI, qui a envoyé chez lui deux agents de cette agence. L'espion allemand, Schmidt, est arrêté sans coup férir. Il hurle à Heofener qu'en représailles, son cousin sera exécuté. Hilare, Heofener révèle aux agents du FBI que son cousin est Heinrich Himmler, directeur général de la Gestapo…

### Meurtre en héritage
- Nouvelle publiée en octobre 1942 dans le magazine Exciting Mystery sous le titre Legacy of Murder.
- La nouvelle a été publiée en français dans l'ouvrage Intégrale des nouvelles de Fredric Brown, tome 2, éditions Coda, 2005, p. 373 à 403.
- Résumé : Un jour, Robert Williams reçoit un télégramme de la part du notaire Prentice Haggerty l'informant que son vieil oncle Nolan Guerry était mort récemment, et que désigné légataire universel, il va donc percevoir l'intégralité de la fortune. Mais Robert est enlevé par deux malfrats qui veulent détourner à leur profit une partie de la fortune ; par la suite, Robert sera tué. En effet, « quelqu'un » a proposé de payer 15 000 dollars si Robert était tué… Robert, qui ne souhaite pas mourir et qui se moque de cette fortune dont il n'avait jamais entendu parler quelques heures auparavant, leur propose de leur remettre 65 000 dollars (50 000 pour eux + 15 000 pour le commanditaire de l'enlèvement), en échange de quoi ils le libéreront. Les deux malfrats acceptent la proposition mais enlèvent sa compagne, Dorothy, afin que Robert ne tente pas de s'échapper ou de révéler la vérité au notaire. Le lendemain, Robert, accompagné du bandit qui paraît être le chef du duo et du second malfrat qui est l'homme de main, se rendent chez Haggerty, le notaire. Il apparaît que Haggerty est l'un des deux membres du duo de malfrats, le « chef » ! En effet, le notaire Haggerty, ayant pris connaissance du montant de la fortune de Nolan Guerry, d'un montant total de 200 000 dollars, a décidé d’accaparer la moitié de cette fortune. La somme de 95 000 dollars se trouve sur un compte bancaire. Haggerty explique à Robert qu'ils vont tous deux se rendre à la banque et que Robert va intégralement vider le compte bancaire. Le notaire a déjà prévenu le banquier de l’opération, les billets sont prêts. Ensuite, muni de l'argent en numéraire, Haggerty quittera la ville et vivra loin sous une fausse identité ; Dorothy sera libérée peu après. Tout le monde sera gagnant : le notaire véreux, comme Robert et Dorothy, qui auront encore, en fortune immobilière, l'équivalent de 100 000 dollars pour eux. Arrivés à la banque, Robert exécute le plan. Il réclame l'argent, tandis que Haggerty quitte les lieux (les deux hommes doivent se retrouver peu de temps après dans une voiture, garée près de la banque). Une fois l'argent en sa possession, Robert s'informe auprès du banquier : Haggerty doit-il quitter la ville ? Le banquier répond que non, et que d'ailleurs le notaire envisage plusieurs investissements de rapport. Du coup Robert s'interroge : et si Haggerty avait prévu de les tuer, Dorothy et lui, dès la remise de l'argent ? Et d'ailleurs, Dorothy est-elle encore vivante ? Il réfléchit à un plan de contre-attaque… Robert se rend à la voiture, puis les deux hommes roulent vers la maison où Dorothy est prisonnière. Haggerty est le conducteur. Lors d'un virage, Robert décoche un coup de poing à Haggerty et lui prend son pistolet. Puis Robert se met à l'arrière, pour mieux surveiller le conducteur et le tenir en respect. Ils arrivent enfin à la maison. Haggerty, suivi de Robert qui le tient en respect avec l'arme, monte l'escalier. Hélas, l'homme de main de Haggerty tient en joue Dorothy : on est dans une cruelle impasse, d'autant plus que ni Haggerty, ni l'homme de main, ni Robert, ne souhaitent céder. La situation dure assez longtemps, jusqu'à ce qu'on entende une foule à l'extérieur de la maison : des dizaines de personnes sont là, et voici qu'arrive une voiture de police, puis une seconde ! Haggerty et l'homme de main sont « coincés », et décident de se rendre. Dorothy est détachée et demande à Robert comment il a pu prévenir la police du lieu où elle était détenue, puisqu'il ignorait la situation du lieu de détention. Robert lui révèle alors son stratagème : durant le trajet entre la banque et la maison, pendant que Haggerty conduisait la voiture, Robert, qui était à l'arrière et hors de vue de Haggerty, a jeté à l'extérieur, par la fenêtre, des billets de 5, 10, 20, 50, 100 puis 500 dollars. Des gens ont ramassé les billets, puis ils ont été de plus en plus nombreux, on les a suivis, cela a eu un effet boule-de-neige, finalement la police a été prévenue. Mais que Dorothy se rassure, s'il a perdu 45 000 dollars dans l'opération, il reste encore 50 000 dollars en billets, gardés dans la mallette !

### Le Nouveau
- Nouvelle publiée en octobre 1942 dans le magazine Unknown Worlds sous le titre The New One.
- La nouvelle a été publiée en français dans l'ouvrage Intégrale des nouvelles de Fredric Brown, tome 2, éditions Coda, 2005, p. 404 à 419.
- Résumé : Deux récits sur deux trames distinctes s'entremêlent. D'une part, il y a des dieux, des légendes, des mythes, qui existent dans le monde des purs esprits. Certains s'amusent à envoyer des souffrances aux humains sous forme d'épidémies, de guerres, de massacres, d'inondations, etc. D'autres tentent de venir en aide aux humains. Darveth est un démon du feu, et souhaite incendier une grande ville américaine. D'autre part, il y a Wally Smith dans le monde des humains. Tout enfant déjà, il aimait le feu, et avait des tendances à la pyromanie. Un jour, l'idée lui est envoyée par Darveth de faire naître une énorme explosion dans l'usine fabricant des explosifs. Mais un nouvel « Esprit » empêche Darveth de réaliser son coup : Wally ne fait pas exploser l'usine, détourné par l'intervention du « Nouveau ». Qui est ce Nouveau qu'on ne connaissait pas jusqu'à présent ? Il est grand, il a une petite barbiche au menton, il porte un chapeau haut-de-forme et un large pantalon aux couleurs des États-Unis : il s'agit d'Oncle Sam, et maintenant tout le monde va le craindre !

### Les Meurtres du Père Noël
- Nouvelle publiée en octobre 1942 dans le magazine Street & Smith Detective Story Magazine sous le titre The Santa Claus Murders.
- La nouvelle a été publiée en français dans l'ouvrage Intégrale des nouvelles de Fredric Brown, tome 2, éditions Coda, 2005, p. 420 à 486.
- Résumé : En plein mois d'août, un chef d'entreprise est assassiné par un tueur déguisé en Père Noël. Des babioles sont volées. Quelques jours après, un concierge est assassiné et son corps est retrouvé dans la chaufferie de l'immeuble. Personne n'a vu le tueur. Puis un joaillier belge venant de débarquer aux États-Unis est assassiné. Enfin un policier est étranglé avec sa cravate alors qu'il était en faction dans les locaux du domicile du premier mort. Le tueur a aussi fouillé l'intégralité du domicile. Tous ces meurtres étranges ont un lien commun : ils sont inspirés de scénarios écrits par Bill Tracy, scénariste et dialoguiste de soap opera pour la radio new-yorkaise KRBY. La police suspecte Bill d'avoir commis les meurtres et d'être un dément paranoïaque ou mégalomane. Bill, qui sait qu'il n'a tué personne, va mener sa propre enquête pour prouver son innoncence : qui, dans son entourage, aurait pu lire les différents scénarios et commettre les meurtres ? Il découvrira l'identité du (de la) meurtrier(e), et révèlera le mobile de ces différents assassinats : la possession de diamants.

### Par une nuit de printemps
- Nouvelle publiée en novembre 1942 dans le magazine Detective Tales sous le titre  A fine Night for Murder.
- La nouvelle a été publiée en français dans l'ouvrage Intégrale des nouvelles de Fredric Brown, tome 2, éditions Coda, 2005, p. 487 à 502.
- Résumé : L'agent de police Sweeny fait sa ronde : on est lundi soir, c'est le printemps, il ne se passe rien. Quel dommage, pense-t-il. Mais près de lui se trouve Walter, qui vient de sortir de prison et qui veut se venger de Jim Delaney, qui s'est marié avec Mary lorsque Walter est parti en prison pendant cinq ans, après avoir tué un homme lors d'une rixe. Walter revient dans la petite ville pour se venger : il va tuer Mary et Jim. Le voici justement devant le domicile de Jim. Il se cache à proximité du domicile et attend. Jim ne tarde pas à arriver, avec son fils qui dort à l'arrière de la voiture. Une fois que Jim est sorti du véhicule, Walter entre dans le garage de la maison et menace Jim. Ce dernier lui répond qu'il a divorcé il y a trois ans de Mary : leur couple a été un échec, mais ils ont eu un enfant. Walter est décontenancé et se demande quoi faire. Malgré la séparation du couple, doit-il les tuer ? Que faire de l'enfant ? Il prend le parti d'exécuter son plan : il assomme Jim, met en marche le moteur et quitte les lieux. Il se dit que d'ici une dizaine ou une quinzaine de minutes, Jim et l'enfant mourront asphyxiés par le monoxyde de carbone dégagé par les vapeurs d'essence. Jim se réveille peu de temps après, et découvre le sinistre plan de Walter. Il branche un tuyau d'arrosage à la sortie du pot d'échappement et fait sortie les vapeurs d'essence par l'arrière de la maison. L'atmosphère n'étant plus empoisonnée, il se rallonge et reprend à titre de précaution sa position initiale. C'est une bonne idée, car Walter jette un coup d'œil par la vitre du garage : il voit les deux corps allongés, et se réjouit de la mort de Jim et de l'enfant. Walter quitte les lieux puis va voir Mary, serveuse dans un bar. Il lui propose de faire un tour ensemble après son service ; elle accepte. Il l'emmène dans un endroit éloigné, près d'une falaise, et s'apprête à la tuer. Soudain, un homme s'interpose et le fait basculer en arrière, le poussant dans le vide : il s'agit de Jim qui a suivi la voiture de Walter et qui a compris ce que l'homme voulait faire. Jim raccompagne Mary chez elle, et lui demande si elle accepterait de reprendre la vie de couple avec lui. « Bien sûr » répond Mary. La nouvelle se termine sur la ronde de l'agent Sweeny, qui se désole de ce que rien de spécial ne se soit passé durant la nuit. Il passe près du véhicule de Jim, mal garé sur le trottoir, et entreprend de dresser une contravention.

### Double meurtre
- Nouvelle publiée en novembre 1942 dans le magazine Thrilling Detective sous le titre Double Murder.
- La nouvelle a été publiée en français dans l'ouvrage Intégrale des nouvelles de Fredric Brown, tome 2, éditions Coda, 2005, p. 503 à 535.
- Résumé : Le policier Mortimer Tracy est en congé. Ce soir il a décidé de se cuiter. Avisant un pauvre bougre non loin d'ici, il lui propose de prendre un verre avec lui. Tous deux entrent dans le bar, et Tracy offre sa tournée. Plus tard, il rentre chez lui. Le lendemain, Tracy apprend deux nouvelles. La première, c'est qu'il y a eu un double meurtre dans la nuit, concernant un cafetier et un homme déjà condamné par la justice. La seconde, c'est qu'un fou dangereux, nommé Carl Lambert, vient de s'échapper de l'hôpital psychiatrique. Il reconnaît en ce fou l'homme à qui il a offert à boire quelques heures auparavant ! Est-ce le dément qui a commis les deux meurtres ? Et dans l'affirmative, où se cache-t-il ? Ou alors est-ce un autre homme qui a tué les deux victimes et qui a voulu faire incriminer l'évadé ? Tracy enquête, alors même qu'il est en vacances. Bien entendu, il retrouvera le dément et fera la lumière sur cette affaire.

### Rendez-vous à minuit
- Nouvelle publiée en novembre 1942 dans le magazine Clues sous le titre I'll See You At Midnight.
- La nouvelle a été publiée en français dans l'ouvrage Intégrale des nouvelles de Fredric Brown, tome 2, éditions Coda, 2005, p. 536 à 556.
- Résumé : Larry Bonnert est un policier dont l'ex-épouse, Geraldine, vient d'être enlevée par un mafieu nommé Morelli, qui lui ordonne d'assassiner son rival, Dixie Wilman, faute de quoi Geraldine sera tuée. Larry va se débrouiller pour trouver l'endroit où Geraldine est séquestrée et pour la libérer, avant d'avertir Wilman du projet de Morelli. Il laisse ensuite s'entretuer les deux mafieux et leurs bandes respectives, et se remet en ménage avec son ex-femme.

### Suivez le singe!
- Nouvelle publiée en novembre 1942 dans le magazine Thrilling Detective sous le titre The Monkey Angle.
- La nouvelle a été publiée en français dans l'ouvrage Intégrale des nouvelles de Fredric Brown, tome 2, éditions Coda, 2005, p. 557 à 570.
- Résumé : Un enfant a été enlevé par des bandits, qui demandent une forte rançon. Le journaliste Carter Monk enquête. Près de l'endroit où l'enfant a été enlevé, il y a des traces d'un animal, et plus précisément de singe. Il se renseigne : un singe s'était effectivement échappé du domicile d'un homme qui en était propriétaire et qui l'élevait dans l'optique d'être engagé dans un cirque. Les choses se compliquent quand Carter découvre que l'homme était propriétaire, non pas d'un singe, mais de deux singes. Pourquoi aurait-il menti sur le nombre de singes qu'il possédait ?

### Satan 1,5
- Nouvelle publiée en novembre 1942 dans le magazine Dime Mystery Magazine sous le titre Satan One-and-a-Half.
- La nouvelle a été publiée en français dans l'ouvrage Intégrale des nouvelles de Fredric Brown, tome 2, éditions Coda, 2005, p. 571 à 585.
- Résumé : Brian Murray vient d'emménager dans une petite maison fort sympathique. Il constate que sa voisine est une jeune femme très jolie, et ne tarde pas à être envoûté par son charme. Un jour, un chat noir vient lui rendre visite, se comportant comme s'il connaissait les lieux. La voisine lui dit qu'il ressemble à Satan, le chat de M. Lasky, l'occupant qui habitait la maison il y a quelques semaines. Le vieux Lasky, après la mort de son chat, l'avait enterré et, seul au monde et malade, s'était suicidé quelques jours après. Il avait bien averti la police de la prise de forts médicaments, mais les secours avaient été dans l'incapacité de le sauver. Brian fait aussi la connaissance de son proche voisin, Milo Haskins, qui tente de s'emparer du chat, sans succès. Quelques jours plus tard, Brian découvre que Lasky n'est pas mort, que le chat Satan était bien le chat qui était venu à la maison, et qu'Haskins voulait récupérer « le magot » de Lasky. Lasky sera tué par Haskins dans la bagarre violente qui aura lieu ; Haskins sera lui-même blessé par le vieil homme. La police découvrira le passé de délinquant de Haskins et le mettra en prison. Pour sa part, Brian récupérera le chat, et séduira avec succès sa jolie voisine…
- Le titre de la nouvelle vient du fait que Brian, ne sachant pas s'il avait affaire au chat Satan ou à un autre chat lui ressemblant, et dans l'incapacité de dire si c'était « Satan 1 » ou « Satan 2 », l'appelle provisoirement « Satan 1,5 ». Cf la théorie dite du Chat de Schrödinger.

### Des hommes disparaissent
- Nouvelle publiée en septembre 1942 dans le magazine Dime Mystery sous le titre The Men Who Went Nowhere.
- La nouvelle a été publiée en français dans l'ouvrage Intégrale des nouvelles de Fredric Brown, tome 3, éditions Coda, 2006, p. 5 à 18.
- Résumé : Un soir, Dorothy Brossart est raccompagnée chez elle par un jeune homme, Claude Carrens. À proximité du parc de la ville, Barrens croit entendre quelque chose. Il s'éloigne de Dorothy et… disparaît. Très étonnée, Dorothy rentre seule chez elle. Quelques semaines plus tard, Dorothy se fait raccompagner chez elle par un commis voyageur, Colin Gerry. À proximité du parc, lui aussi entend quelque chose : quittant la jeune femme, il s'approche d'un bosquet… et disparaît lui aussi ! Quelques jours plus tard, elle est raccompagnée par un autre homme, Walter Dixon, qu'elle a rencontré dans un cadre convivial. Il disparaît dans les mêmes mystérieuses conditions ! Le père de Claude Carrens fait appel à un jeune détective privé, Peter Farr, afin de retrouver son fils. En effet les choses se sont corsées : M. Carrens vient de recevoir une lettre anonyme lui ordonnant de payer une forte rançon pour revoir son fils. Il présente Peter Farr à Dorothy Brossart : elle est apeurée et paraît traumatisée par les disparitions successives des trois hommes. Bien que la jeune femme soit le seul point commun entre les trois hommes, Peter doute qu'elle soit auteur ou complice d'enlèvements. Peter fera son enquête et découvrira la vérité : c'est Claude Carrens, le premier disparu, qui a tout manigancé. Voulant obtenir de l'argent de son père, il a fait croire à son enlèvement et a envoyé la demande de rançon ; pour cela il a recruté deux acolytes chargés de faire croire à une série de disparitions mystérieuses, afin d'inciter son père à verser l'argent.

## Année1943

### La Mèche de Satan
- Nouvelle publiée en janvier 1943 dans le magazine Dime Mystery sous le titre A Lock of Satan's Hair.
- La nouvelle a été publiée en français dans l'ouvrage Intégrale des nouvelles de Fredric Brown, tome 3, éditions Coda, 2006, p. 19 à 33.
- Résumé : États-Unis, 1943. Peter est un artiste plasticien spécialisé en modelage de cire et autres matières tendres. Un homme, Joachim, attend de lui un travail assez spécial : modeler une figurine de cire d'une personne déterminée, afin de lui jeter un maléfice vaudou. Cet homme a acheté fort cher une mèche de cheveux de l'homme à neutraliser. L'homme qui doit recevoir le sortilège vaudou n'est autre que le satanique Adolf Hitler ! Un problème va surgir : quelqu'un assomme Peter et lui dérobe la mèche de cheveux. Trois personnes, qui connaissaient le projet de Joachim, sont suspectées : un homme surnommé « Doc », un détective privé nommé Robert Empy, un autre homme surnommé « Ti Joseph ». Après une brève enquête, Peter découvrira l'identité du tueur grâce à l'utilisation d'un sortilège vaudou, et à la suite d'un coup de bluff réussi. La fin de la nouvelle ne précise pas si la Poupée vaudou est réalisée et si le maléfice est jeté.

### Nuit d'horreur
- Nouvelle publiée en janvier 1943 dans le magazine Thrilling mystery sous le titre The Spherical Ghoul.
- La nouvelle a été publiée en français dans l'ouvrage Intégrale des nouvelles de Fredric Brown, tome 3, éditions Coda, 2006, p. 34 à 52.
- Résumé : Un cadavre est amené dans la morgue de la ville ; apparemment l'homme a été percuté par une voiture. Le problème, c'est que lorsque son corps a été amené la veille au soir, il était intact, et que le lendemain matin, lorsque le coroner arrive, le visage avait été dévoré durant la nuit, rendant impossible l'identification par les traits du visage. La pièce réfrigérée de la morgue ne comporte que deux accès : l'accès normal, à savoir la porte d'entrée, et une trappe de ventilation de 20 cm de largeur, ne permettant le passage ni d'un homme, ni d'un enfant, ni d'un nain. Qui a fait le coup, pourquoi, et surtout comment ? Il s'agit d'une véritable énigme en chambre close ! Jerry Grant, le jeune assistant du coroner, trouvera le fin mot de l'énigme : le coupable est M. Paton qui, de l'extérieur de la morgue, avait ouvert la bouche d'aération, avait envoyé dans le conduit d'aération un tatou (animal qui se repait de charogne), et avait récupéré plus tard l'animal. Il avait ainsi agi pour cacher l'identité de l'homme qu'il venait de tuer : en empêchant son identification, la police ne pouvait pas remonter jusqu'à lui.

### La méchante Puce
- Nouvelle publiée en janvier 1943 dans le magazine Ten detectives Aces sous le titre The Wicked Flea.
- La nouvelle a été publiée en français dans l'ouvrage Intégrale des nouvelles de Fredric Brown, tome 3, éditions Coda, 2006, p. 53 à 58.
- Résumé : La narration du récit est faite par le shérif d'une petite ville américaine, qui déambule avec le shérif-adjoint, Howie Smith, dans la rue. Le shérif met son adjoint à l'épreuve : que pense-t-il du clochard qui est en face d'eux ? L'adjoint répond que cet homme est suspect : pourquoi a-t-il des souliers neufs et onéreux ? pourquoi jette-t-il soudainement un paquet de cigarettes ? Le jeune adjoint enquête, et découvre que ce SDF est en fait un escroc qui, après avoir tué et dévalisé un homme riche quelques jours auparavant, s'est « déguisé en pauvre » pour passer inaperçu. Ses chaussures neuves l'ont trahi.

### L'Asticot angélique
- Nouvelle publiée en février 1943 dans le magazine Unknowm Worlds sous le titre The Angelic Angleworm.
- La nouvelle a été publiée en français dans l'ouvrage Intégrale des nouvelles de Fredric Brown, tome 3, éditions Coda, 2006, p. 59 à 93.
- Résumé : Plusieurs événements bizarres surviennent dans la vie de Charlie Wills. Ainsi le dimanche, un ver de terre qu'il est en train de prendre dans le sol se transforme en ver de terre avec des ailes de fée (d'où le titre de la nouvelle) ; le mardi, il subit une insolation alors que le temps est très pluvieux ; le jeudi, alors qu'il se trouve au musée de la ville, une sarcelle (espèce de canard) apparaît subitement dans la vitrine d'une exposition ; le samedi, durant une partie de golf, une balle disparaît mystérieusement, et apparaît tout aussi soudainement une guirlande de bienvenue tahitienne ; le lundi, alors qu'il se rend à la bijouterie pour récupérer l'alliance avec laquelle il se mariera avec sa petite amie, il tombe évanoui en raison d'une vaporisation mystérieuse d'éther. Il est hospitalisé en hôpital psychiatrique. Pendant sa période forcée de « repos », il repense à tous ces événements particulièrement étranges. Il découvre que ces événements sont espacés, chaque fois, de deux jours, trois heures et dix minutes, soit toutes les 51 h 10 min. Calculant que le prochain événement doit se produire dans une demi-heure, il tente de se suicider en prenant un carton contenant de la soude caustique. Au moment où il s'apprête à ingurgiter ce produit chimique, celui-ci se transforme en… pièces de monnaie roumaines ! Il continue à réfléchir sur ces événements, et constate une régularité orthographique de la langue anglaise : au lieu d'un angleworm (ver de terre), il a vu un angelworm (ver angélique) ; en état de haine (hate) contre un homme, il a subi un coup de chaleur (heat) ; au musée il devait voir une monnaie d'argent chinoise appelée Tael mais il a vu à la place une sarcelle (teal) ; alors qu'il venait de faire un lie au golf, il a reçu un lei tahitien ; à la bijouterie, au lieu d'arriver there (là), il a été aspergé d’éther ; enfin au lieu d'avoir de la soude (lye), il a vu des ley roumains. Après avoir encore réfléchi et avoir quitté l'hôpital, il se rend dans un petit village appelé Haveen au moment où doit avoir lieu « l'événement suivant ». Comme précédemment pour les autres noms communs, le a et le e sont alors permutés, et Charlie se retrouve… au Paradis (Heaven). Il explique au Chef-lynotypiste que la matrice servant à écrire son Destin est défaillante et qu'elle laisse passer à intervalles réguliers des erreurs typographiques ! Les anges du Paradis, et notamment le Chef-linotypiste, sont ébahis. Tout est prestement remis en ordre : les événements passés seront censés ne jamais avoir eu lieu, et tout rentrera dans l'ordre. Le mariage de Charlie sera notamment d'une parfaite réussite !

### Attention au chien!
- Micronouvelle publiée en février 1943 dans le magazine Ten detectives Aces sous le titre Beware of the dog. Autre titre connu : Hound of Hell.
- La nouvelle a été publiée en français dans l'ouvrage Intégrale des nouvelles de Fredric Brown, tome 3, éditions Coda, 2006, p. 94 à 97.
- Résumé : Le vieil Erskine est riche et radin ; il cache sa fortune dans un coffre qu'il garde chez lui. L'idée vient à Wiley Hugues de tuer le vieux pour lui dérober son argent. Mais un obstacle de taille est à surmonter : le chien efflanqué d'Erskine. Ce chien, en état de malnutrition, est teigneux et méchant. Néanmoins, Wiley décide de tenter le coup : et s'il apprivoisait l'animal en lui donnant de temps en temps de la viande ? Pendant plusieurs jours, il donne à manger au chien, qui devient très vite son ami. Puis Wiley décide de réaliser son plan. Un soir sans lune, il s'approche de la maison du vieux, donne à manger au chien, pénètre dans la maison, tue le vieux, emporte le coffre-fort et rentre chez lui. Il perce le coffre-fort et cache les billets de banque dans un trou creusé dans le jardin. Méfait accompli, aucun témoin, tout va bien ! Le lendemain, il est réveillé par le bruit des voisins. Il constate avec horreur que le chien l'a suivi et, croyant que Wiles avait caché de la nourriture dans le papier enveloppant les billets, les a déterrés en faisant un grand trou. Voilà ce qui arrive quand on devient trop copain avec un chien de garde !

### Boum! T'es mort!
- Nouvelle publiée en février 1943 dans le magazine Popular detective sous le titre Death is a Noise.
- La nouvelle a été publiée en français dans l'ouvrage Intégrale des nouvelles de Fredric Brown, tome 3, éditions Coda, 2006, p. 98 à 114.
- Résumé : Des espions allemands tentent de voler un camion bourré de nitroglycérine afin de faire sauter un tunnel et de détruire un convoi ferroviaire. Le chauffeur, Georges Scardale, les empêche de perpétrer leur forfait.

### Le Coup du chapeau
- Nouvelle publiée en février 1943 dans le magazine Unknown Worlds sous le titre The Hat Trick.
- La nouvelle a été publiée en français dans l'ouvrage Intégrale des nouvelles de Fredric Brown, tome 3, éditions Coda, 2006, p. 115 à 120.
- Résumé : Quatre amis, après avoir vu un film au cinéma, se rendent au logement de l'un d'eux. Là, ils discutent, jouent et font des tours de carte. À un moment, Walter utilise le chapeau d'une des filles, et en sort un animal monstrueux, jamais vu sur Terre. Soudain il quitte l'appartement avec précipitation. Quelques semaines après, les participants de la soirée se revoient, et se souviennent qu'ils ont beaucoup bu. Comme c'est étrange, ils ont fait un même cauchemar, mais ont du mal à en parler et à l'évoquer clairement. Pour sa part, Walter parle d'un livre : « Voilà un bouquin fantastique absolument épatant. Ça parle de créatures d'un autre monde qui vivent parmi nous sous une fausse apparence, et se font passer pour des humains ».

### Le Limier venu de Mars
- Nouvelle publiée en février 1943 dans le magazine Detective Tales sous le titre The Sleuth from Mars.
- La nouvelle a été publiée en français dans l'ouvrage Intégrale des nouvelles de Fredric Brown, tome 3, éditions Coda, 2006, p. 121 à 133.
- Résumé : Dorothy a été enlevée par une bande de mafieux ; son petit ami, Terry Wilson, va mener son enquête pour la retrouver et la délivrer. Les deux jeunes gens s'étant déguisés pour aller à un bal masqué, Terry, qui porte une tenue d'extraterrestre monstrueux, est en quelque sorte un « limier venu de Mars » (on notera que cette nouvelle ne fait en aucun cas référence à des extraterrestres ; il s'agit d'un récit d'action, et non de science-fiction).

### Pourquoi sans moutarde?
- Nouvelle publiée en mars 1943 dans le magazine New Detective sous le titre A Change for the Hearse.
- La nouvelle a été publiée en français dans l'ouvrage Intégrale des nouvelles de Fredric Brown, tome 3, éditions Coda, 2006, p. 134 à 143.
- Résumé : Un homme a volé une bague précieuse. Les policiers, qui le guettaient en filature, ne l'ont pas vu se débarrasser du bijou. Le voleur a acheté un hot-dog puis s'est rendu au zoo, où il a été interpellé. Au moment de la fouille : surprise, le bijou a disparu. Comment s'en est-il débarrassé ? C'est un agent d'assurance venu pour vendre une police d'assurance au brigadier chef de l'enquête qui va trouver la réponse. Lors de la filature, le voleur s'est rendu compte qu'il était filé et a échafaudé un plan dans l'urgence. En achetant son hot-dog, il a demandé de ne pas mettre de moutarde dans son sandwich (d'où le titre de la nouvelle). Pourquoi ? Parce qu'il a inséré la bague dans la saucisse du hot-dog et qu'il a donné ce bout de saucisse à une hyène du zoo. La hyène, qui ne mâche pas les aliments, a englouti le morceau de saucisse. Le voleur pouvait ainsi, le lendemain, tenter de récupérer le bijou en allant examiner les fientes de l'animal.

### Bis pour un tueur
- Nouvelle publiée en mars 1943 dans le magazine Street & Smith's Mystery Magazine sous le titre Encore for a Killer.
- La nouvelle a été publiée en français dans l'ouvrage Intégrale des nouvelles de Fredric Brown, tome 3, éditions Coda, 2006, p. 144 à 157.
- Résumé : Un homme est interpellé pour la tentative de meurtre d'une jeune femme. Tout semble l'accuser : les déclarations de la victime l'incriminent, l'arme qui a servi à l'assaut lui appartient, il n'a aucun alibi pour l'heure du crime. Il échappera à la surveillance de la police et se débrouillera pour qu'on arrête le vrai coupable, en l'occurrence un autrichien venu aux États-Unis qui, ayant reconnu une femme qui connaissait ses opinions pro-allemandes, avait décidé de la supprimer pour qu'elle ne le dénonce pas. L'explication du titre de la nouvelle est la suivante : il va voir l'assassin (qu'il connaissait), lui fait croire qu'il a été relâché par la police, et lui explique que la victime, dès demain, indiquera le nom du vrai coupable. Puis après avoir fait le guet et constaté que l'autrichien prenait le chemin de l'hôpital pour achever la victime, le héros téléphone aux policiers en leur disant qu'il se rend à l'hôpital pour tuer la femme. Ainsi, le véritable tueur est arrêté par la police, tandis qu'il est réhabilité.

### Petit guide de l'homicide
- Nouvelle publiée en mars 1943 dans le magazine Detective Tales sous le titre Handbook for Homicide.
- La nouvelle a été publiée en français dans l'ouvrage Intégrale des nouvelles de Fredric Brown, tome 3, éditions Coda, 2005, p. 158 à 187.
- Résumé : Bill Wunderly est le narrateur du récit. Il explique comment, il y a quelques mois, il est arrivé dans un observatoire, pour rejoindre sa petite amie. Ils étaient au total 16 personnes (y compris les épouses des astronomes et le personnel de service), un peu coupées du monde. Or dès le lendemain de l'arrivée de Bill, une jeune femme de ménage, Elsie, est tuée. Puis le jour d'après, un astronome, Otto, est tué. Puis le surlendemain, le directeur de l'observatoire, Lecky, est assassiné. Qui a fait le coup ? Est-ce en lien avec un projet d'ouvrage, intitulé Petit guide de l'homicide, rédigé par Darius Hill, l'un des astronomes ? Qui a ouvert la caisse contenant des crotales ? Bill mène l'enquête et découvrira l'identité du coupable qui, se voyant découvert, se suicidera avec un pistolet. On apprendra par le journal intime du meurtrier qu'il n'avait pas eu l'intention préméditée de tuer Elsie ; en revanche le deuxième meurtre avait été prémédité, et celui du directeur l'avait été dans une optique « professionnelle », afin de se débarrasser d'un chef incompétent et colérique.

### Test de nuit
- Nouvelle publiée en mars 1943 dans le magazine Street & Smith's Clues sous le titre Trial by Darkness.
- La nouvelle a été publiée en français dans l'ouvrage Intégrale des nouvelles de Fredric Brown, tome 3, éditions Coda, 2006, p. 188 à 196.
- Résumé : Un jeune homme, Harry, jusqu'à présent suivi dans le cadre d'un sursis avec mise à l'épreuve, est contacté par son ancien agent de probation afin qu'il soit, l'espace d'une nuit, îlotier dans le cadre de la défense civile. En effet, un test aérien va être fait, et il faut vérifier que toutes les lumières de la ville sont éteintes. Harry accepte la proposition. Mais quelques heures après, il est contacté par un truand notoire afin de participer à un mauvais coup : accepterait-il d'être guetteur tandis que d'autres effectueraient un vol avec effraction d'un supermarché ? Après avoir hésité, Harry refuse. Le soir de l'alerte aérienne, non seulement Harry ne rejoint pas les malfaiteurs, mais il se débrouille pour qu'ils soient interpellés. En guise de récompense pour son courage, son agent de probation lui indique qu'il va faire en sorte qu'Harry puisse s'engager dans l'armée et que son casier judiciaire soit « oublié ».

### Les Cadavres ne font pas de cinquième colonne
- Nouvelle publiée en avril 1943 dans le magazine Detective Short Story sous le titre Cadavers don't make a Fifth Column.
- La nouvelle a été publiée en français dans l'ouvrage Intégrale des nouvelles de Fredric Brown, tome 3, éditions Coda, 2006, p. 197 à 214.
- Résumé : Mme et M. Williams tiennent un commerce de vente d'animaux domestiques ou de petits animaux sauvages. Or justement, un dénommé Carson est venu acheter un lot de souris grises. Comme Mme Williams n'en avait pas, elle a pris des souris blanches et les a teintes en gris ! Son mari est étonné quand elle lui explique sa manigance. Le lendemain, quand Carson vient de nouveau acheter des souris, M. Williams est très embarrassé. Or Carson ayant oublié son portefeuille sur le comptoir, Willians va le lui rapporter. Carson lui proposant de boire un verre chez lui, Williams accepte. Willians découvre, en visitant la cave de la maison, que Carson et son acolyte, Katz, sont deux espions nazis chargés de pénétrer dans les caves d'une entreprise située non loin de là et travaillant pour la défense nationale des États-Unis. Il est fait prisonnier ; puis son épouse et son fils sont eux aussi fait prisonniers. Williams tue Katz et la petite famille parvient à s'échapper et à dénoncer les espions à la police. Williams fait remarquer que « même les souris peuvent mordre quand elles ont peur pour leur vie » (dernière phrase de la nouvelle).

### Mort d'un Vampire
- Nouvelle publiée en mai 1943 dans le magazine Strange Detective Mysteries sous le titre Death of a Vampire.
- La nouvelle a été publiée en français dans l'ouvrage Intégrale des nouvelles de Fredric Brown, tome 3, éditions Coda, 2006, p. 215 à 233.
- Résumé : L'acteur Drake, que beaucoup surnomment « Dracula », a une forte personnalité ; de plus il est menteur et manipulateur. Un jour, il est tué d'un coup de poignard dans le dos ; son corps disparaît ; puis on retrouvre le cadavre en un autre endroit. Divers éléments semblent accuser Johnny, qui venait d'avoir une sévère altercation avec lui, et qui est d'ailleurs le narrateur du récit. Pour prouver son innocence et éviter d'être condamné pour meurtre, Johnny mène son enquête. Il découvrivra que le meurtrier est le barman Baldy, qui a agi pour des motifs « économiques », en l'occurrence la possession d'une pièce de théâtre.

### Ange noir
- Nouvelle publiée en mai 1943 dans le magazine Thrilling Detective sous le titre Death's Dark Angel.
- La nouvelle a été publiée en français dans l'ouvrage Intégrale des nouvelles de Fredric Brown, tome 3, éditions Coda, 2006, p. 234 à 246.
- Résumé : Walter Hanson se rend chez Wendorf, son bookmaker, pour empocher quelques dollars de gain, à la suite d'un pari gagnant de courses hippiques : le cheval Ange noir, sur lequel il a misé, a gagné. Il se présente à la boutique du gars et en profite pour acheter un paquet de cigarettes. Wendorf va dans l'arrière-boutique. Walter, ne le voyant pas revenir, est inquiet. Soudain, deux hommes de la mafia tentent de l'alpaguer. Walter se réfugie dans l'arrière-boutique, où il trébuche sur le corps sans vie du bookmaker, qui a été égorgé. S'ensuit une course-poursuite, où Walter tente de semer ses poursuivants. Néanmoins, par la suite, il est rattrapé par les mafieux, dirigés par un dénommé Kelsey. Il découvre alors que ce ne sont pas eux qui ont tué Wendorf, et qu'ils viennent chercher un gros gain tiré des mêmes courses. Bien que Walter essaie de leur expliquer qu'il n'est pour rien dans le meurtre et qu'il ignore où est la somme d'argent recherchée, les bandits croient que c'est lui qui a tué le bookmaker et qui a volé l'argent. Alors qu'il va être exécuté, Walter, au hasard, dit que le meurtrier est un cafetier prénommé Sy Winters, qui l'avait mis en rapport avec Wendorf. Les trois bandits emmènent Walter au bar tenu par Winters. C'était bien lui qui avait fait le coup ! Une bagarre éclate et des coups de feu sont échangés. Sy est tué, ainsi que l'un des malfrats. Walter maîtrise les deux autres mafieux, et appelle la police, qui arrive pour les embarquer. Finalement, Walter a sauvé sa vie, et en prime a gagné l'estime, et peut-être l'amour, de Marjorie, la jolie serveuse du bar dont il était secrètement amoureux.

### Meurtres chez les forains
- Nouvelle publiée en mai 1943 dans le magazine Street & Smith's Mystery Magazine sous le titre The Freak Show Murders.
- La nouvelle, la plus longue du recueil a été publiée en français dans l'ouvrage Intégrale des nouvelles de Fredric Brown, tome 3, éditions Coda, 2006, p. 247 à 297.
- Résumé : Au sein d'une troupe ambulante de forains, des événements sinistres surviennent : Al Hryner est tué, puis le python Black King disparaît, enfin un second forain, Bugs, est lui aussi assassiné. Les choses se compliquent quand le serpent est retrouvé mort, et que le narrateur, Peter Gaynor, qui est hémophile et qui doit absolument éviter de se couper, découvre une lame de rasoir dans les draps de son lit…

### Marché noir
- Nouvelle publiée en mai 1943 dans le magazine The Shadow sous le titre Market for Murder.
- La nouvelle a été publiée en français dans l'ouvrage Intégrale des nouvelles de Fredric Brown, tome 3, éditions Coda, 2006, p. 298 à 311.
- Résumé : Le journaliste Bill Walters a été assassiné. Il enquêtait sur la mafia et sur les circuits du marché noir. Qui a fait le coup ? Comment ? La jeune et belle Dotty, dont Sam, le narrateur du récit, est amoureux, est-elle impliquée dans le meurtre ?

### Les Vacances du fou
- Nouvelle publiée en juin 1943 dans le magazine Street & Smith's Detective Story Magazine sous le titre Madman's Holiday.
- La nouvelle a été publiée en français dans l'ouvrage Intégrale des nouvelles de Fredric Brown, tome 3, éditions Coda, 2006, p. 312 à 356.
- Résumé : Hank Remmers est un chercheur qui travaille dans un laboratoire sur la création de nouveaux explosifs extrêmement puissants. Un jour, alors qu'il est dans un train, celui-ci déraille. Hank se réveille à l'hôpital, puis est placé immédiatement en institution de santé. Concrètement, il est enfermé dans une clinique psychiatrique, où l'on pense qu'il est atteint de troubles mentaux et où on le traite comme tel. Il parvient à s'échapper de cette clinique et, traqué par la police qui voit en lui un chercheur fou spécialisé en explosifs, et donc très dangereux, il tente de déterminer ce qu'il s'est passé (c'est le titre de la nouvelle : il est le présumé fou « en vacances » (en fuite) de la clinique). Il découvre qu'il n'y a pas eu de déraillement et que ce prétendu déraillement lui avait été suggéré par hypnose. C'est une équipe d'espions allemands qui l’a fait passer pour fou afin de s'emparer de ses découvertes.

### Le Cadavre et la Chandelle
- Nouvelle publiée en juillet 1943 dans le magazine Dime Mystery sous le titre The Corpse and the Candle.
- La nouvelle a été publiée en français dans l'ouvrage Intégrale des nouvelles de Fredric Brown, tome 3, éditions Coda, 2006, p. 357 à 368.
- Résumé : Ray Blaine, le narrateur du récit, est soupçonné par le capitaine Daly, de la brigade criminelle, du meurtre de Monty Amer, psychiatre. Monty ayant institué Ray Blaine comme légataire universel, ce dernier va donc recevoir la fortune de son ami. Les soupçons de Daly se fondent sur le fait que Monty est mort inopinément, alors qu'il n'était pas souffrant, en la présence de Ray. Or ce dernier sait bien qu'il n'est pour rien dans la mort de Monty. Par ailleurs, Ray fait depuis des mois le même cauchemar dans lesquels il voit, au fond d'une cave sombre, une boule de cristal, un crâne ricanant et une chandelle rouge. Quelques jours après l'enterrement de Monty, le domestique de celui-ci le fait venir nuitamment dans une cave, où se trouve une boule de cristal, un crâne ricanant et une chandelle (qui au lieu d'être rouge est verte)… Est-ce l'esprit de Monty qui se manifeste, ou une tentative de mystification ?

### Bleu est la couleur du meurtre
- Nouvelle publiée en septembre 1943 dans le magazine The Shadow sous le titre Blue Murder.
- La nouvelle a été publiée en français dans l'ouvrage Intégrale des nouvelles de Fredric Brown, tome 3, éditions Coda, 2006, p. 369 à 381.
- Résumé : Alors qu'il va partir en vacances, l'inspecteur Peter Craig est rappelé d'urgence : un meurtre vient d'avoir lieu : M. Bleux, chef d'entreprise, a été retrouvé le crâne fracassé en raison d'un bidon de peinture très lourd lancé depuis la fenêtre d'un des étages de l'immeuble sous lequel il passait. Qui a fait le coup ? Pourquoi ? Comment ? Craig et son supérieur enquêtent. Ils découvriront qu'un dénommé Horvath, qui avait détourné d'importantes sommes d'argent, a tué M. Bleux. Finalement, Craig pourra partir en vacances !

### Les Geezenstack
- Nouvelle publiée en septembre 1943 dans le magazine Weird Tales sous le titre The Geezenstacks.
- La nouvelle a été publiée en français dans l'ouvrage Intégrale des nouvelles de Fredric Brown, tome 3, éditions Coda, 2006, p. 382 à 389. Elle a aussi été publiée dans l'anthologie Fantômes et Farfafouilles sous le titre Les Farfafouilles.
- Résumé : Oncle Richard découvre un jour, semblant abandonnée, une boîte contenant quatre poupées de cire magnifiques. Il les offre à sa nièce, Aubrey Walters, qui nomme ces poupées Papa Geezenstack, Maman Geezenstack, Aubrey Geezenstack et Oncle Geezenstack. Les parents, Sam et Edith, sont très contents de voir leur fille jouer avec ces poupées. Mais au fur et à mesure que les semaines passent, Sam découvre peu à peu que lorsqu'Aubrey joue avec ses poupées, les événements qui se déroulent dans le jeu deviennent réalité. Les parents Geezenstack se disputent-ils ? Sam et Edith se disputent quelques jours après. Papa Geezenstack tombe-t-il malade ? Quelques jours après Sam tombe malade. Oncle Geezenstack doit-il partir quelques jours en voyage ? Oncle Richard, qui n'avait pas pris l'avion depuis des décennies, va passer quelques jours à New York. Aubrey Geezenstack a-t-elle de bonnes notes à l'école ? La vraie Aubrey obtient de bonnes notes. Tout irait bien, jusqu'au jour où Aubrey, jouant avec ses poupées, parle d'accident et évoque l'enterrement des membres de la famille Geezenstack, ce qui inquiète Sam au plus haut point…

### Ris donc, Paillasse!
- Nouvelle publiée en septembre 1943 dans le magazine Street & Smith's Detective Story Magazine sous le titre Tell'em, Pagliaccio !.
- La nouvelle a été publiée en français dans l'ouvrage Intégrale des nouvelles de Fredric Brown, tome 3, éditions Coda, 2006, p. 390 à 401.
- Résumé : Dans une troupe foraine, Pop Williams est notamment chargé de l'entretien de Lil, une éléphante. Or celle-ci est soupçonnée d'avoir tué avec sa trompe un autre membre de la troupe, Shorty Martin. Pop Williams va faire son enquête pour tenter de découvrir le vrai meurtrier, et sauver Lil d'une triste mort par équarrissage. Il découvrira notamment que Shorty Martin avait fait une découverte qu'il n'aurait pas dû faire, en lien avec l'enlèvement d'un enfant…

### La Mort chuchote à ton oreille
- Nouvelle publiée en septembre 1943 dans le magazine Dime Mystery sous le titre Whispering Death.
- La nouvelle a été publiée en français dans l'ouvrage Intégrale des nouvelles de Fredric Brown, tome 3, éditions Coda, 2006, p. 402 à 416.
- Résumé : Warren, sans le vouloir, a contribué à la mort du chien de l'ex-boxeur Packy Terris. Se souvenant que ce dernier est dans une situation psychologique difficile et en proie à l'alcoolisme, il tente de le revoir. Après avoir contacté des amis, Warren finit par retrouver Packy. Effectivement, ce dernier pense au suicide pour un motif apparemment absurde : il entend constamment des bruits répétés, semblables à des tic-tac en morse ainsi que des cris de chauve-souris. Quand il parle de ces étranges sensations auditives à son entourage, tout le monde pense que Packy est victime d'hallucinations dues à son intempérance alcoolique, et lui-même finit par y croire. Après une petite enquête de voisinage, Warren découvrira la vérité, consistant en des manigances d'un voisin agissant sur ordre, et rencontrera par la même occasion une jeune femme dont le lecteur peut raisonnablement penser qu'il en tombera amoureux.

### Jours de cauchemar
- Nouvelle publiée dans le magazine Thrilling Wonder Stories sous le titre Daymare (numéro d'automne 1943). Le titre joue sur le nom commun « Nightmare » (cauchemar).
- La nouvelle a été publiée en français dans l'ouvrage Intégrale des nouvelles de Fredric Brown, tome 3, éditions Coda, 2006, p. 417 à 446.
- Résumé : L'histoire a lieu sur Callisto, une lune de Jupiter. Le lieutenant Rod Caquer est informé qu'un meurtre vient d'être commis. La victime est un libraire du nom de Willem Deem. Alors que les faits semblaient banals, l'enquête de Rod va très vite tourner à « l'enquête impossible ». En effet, Rod va commencer par être déboussolé par la cause de la mort de la victime : il constate que la victime est morte à la suite d'un coup terrible à la tête, lui ayant fracassé le crâne. Néanmoins le policier qui a découvert le corps parle d'un coup de feu reçu par Deem dans le cœur. Puis le médecin légiste évoque une mort par brûlure intense sur tout le corps : l'homme aurait subi les assauts d'un lance-flammes ! Enfin l'un des brancardiers explique que l'homme a été décapité ! La nuit suivante, Rod fait un étrange rêve dans lequel des voix lui ordonnent de tuer certains citoyens de Callisto… Par la suite, les choses se compliquent quand on découvre un second cadavre : l'homme découvert ressemble trait pour trait à Willem Deem, et a les mêmes empreintes digitales que lui ! Rod va continuer son enquête et découvrir un complot fomenté en vue de déstabiliser l'organisation politique de la lune jupitérienne par le moyen de la télépathie…

### De bons clients…
- Nouvelle publiée en octobre 1943 dans le magazine Ten Detective Aces sous le titre Death Insurance Payment.
- La nouvelle a été publiée en français dans l'ouvrage Intégrale des nouvelles de Fredric Brown, tome 3, éditions Coda, 2006, p. 447 à 456.
- Résumé : Lorsqu'Henry Smith se présente dans la maison d'habitation où vit la famille Gaby, il découvre le patriarche, M. Gaby, mort empoisonné, tandis que son domestique Larkin est lui aussi mort, enfermé dans un placard et ligoté uniquement aux pied. Deux morts… et trois suspects membres de la famille (la fille Beth ; le gendre Roy ; un ami, Tommy). Le commissaire Krasno et l'inspecteur Brady n'arrivant pas à trouver le(s) coupable(s), c'est Henry Smith qui va procéder à une enquête rapide et déterminer l'enchaînement logique des événements ayant abouti à ces deux morts, dont l'une résulte d'un meurtre, et l'autre d'un accident.

### Et tourne le mobile…
- Nouvelle publiée en octobre 1943 dans le magazine Thrilling Detective sous le titre The Motive goes round and round.
- La nouvelle a été publiée en français dans l'ouvrage Intégrale des nouvelles de Fredric Brown, tome 3, éditions Coda, 2006, p. 457 à 468.
- Résumé : Au sein d'une foire avec manèges, le comptable Walter Schmid a été retrouvé mort. Est-ce une mort naturelle, ou un meurtre ? La police penche pour la deuxième solution, car la recette de la journée de la foire a disparu. Les soupçons s'orientent vers Nick Nestermann : on a retrouvé dans son logement un révolver qui pourrait avoir servi à assommer le comptable et un sac de pièces de monnaie dont l'origine est douteuse. Pour sa part, Nicholas Razatsky se désole de voir le jeune Nick placé en garde à vue par la police, d'autant plus qu'il pense que Nick est aimé par la jeune et jolie Marcie, dont Razatsky est secrètement amoureux. Il mène sa propre enquête pour tenter de disculper le jeune homme…

### Le Paradoxe perdu
- Nouvelle publiée en octobre 1943 dans le magazine Astounding Science Fiction sous le titre Paradox Lost.
- La nouvelle a été publiée en français dans l'ouvrage Intégrale des nouvelles de Fredric Brown, tome 3, éditions Coda, 2006, p. 469 à 482. Il s'agit de la dernière nouvelle de cette anthologie.

### Etaoin Shrdlu
- Nouvelle de genre Fantastique, publiée en 1943 sous le titre Etaoin Shrdlu.
- Pour comprendre la signification de cet terme d'imprimerie et de typographie, voir l'article connexe ETAOIN SHRDLU.
- Résumé : Walter est typographe et utilise habituellement une linotype pour son travail. Un jour, son ami Georges vient le voir et lui fait part d'une chose étrange : sa machine ne compose pas les phrases qu'on lui fournit ! Walter ne croit pas à cette théorie. Malgré tout, il effectue les expériences suggérées par Georges et découvre horrifié que sa machine modifie de sa propre initiative certaines lettres, puis certains mots… Au fil des heures, au fil des jours cette machine, qu'il faut bien qualifier d'intelligente, absorbe tous les articles, résumés, romans, écrits, récits, qu'elle doit traiter. Lui fournit-on un ouvrage sur le socialisme anglais, elle demande à ne travailler que 40 h par semaine. Lui fournit-on un roman d'amour, elle exige la présence d'une autre linotype pour lui tenir compagnie… Mais Walter trouve une parade face à cette machine qui devient trop indépendante et qui a des exigences de plus en plus grandes : il va la prendre à son propre piège. En effet, en lui donnant à copier des ouvrages sur le Bouddhisme, la machine va apprendre la futilité de tout ce qui réside ici-bas. C'est ce qu'elle fait, et cessant de fonctionner, elle accède à la plénitude du Néant, le Nirvana.
- Pour lire la nouvelle en français : ici

## Année1944
- The Djinn Murder
- Murder in Miniature
- The Ghost of Riley
- The Devil's Woodwinds (Satan mène la danse)
- Et les dieux rirent (And the Gods Laughed)
- Nothing Sirius
- The Yehudi Principle
- Arène (Arena)
- The Jabberwocky Murders
- The Ghost Breakers
- The Gibbering Night
- Murder While You Wait
- The Bucket of Gems Case / Mr Smith kicks the Bucket
- To Slay a Man About a Dog / Shaggy dog murders
- A Matter of Death

## Année1945
- Pi in the Sky
- The Night the World Ended
- The Waveries
- No Sanctuary / Terror on Dangerous People
- Compliments of a Fiend
- L'Assassinat en dix leçons faciles (Murder in Ten easy Lessons ; Ten Tickets to Hades)
- Murder-on-the-Hudson

## Année1946
- Dead Man's Indemnity
- Placet is a Crazy Place
- Song of the Dead
- Obit for Obie
- Whistler's Murder

## Année1947
- A Voice Behind Him
- Don't Look Behind You
- Miss Darkness

## Année1948
- I'll Cut Your Throat Again, Kathleen
- The Dead Ringer
- Four Letter Word / The Greatest Poem ever written et Distillation
- The Four Blind Men
- What Mad Universe
- The Laughing Butcher
- La Bonne Blague (If Looks Could Kill ; The Joke ; Face of Death)
- Cry Silence
- Red - Hot and Hunted / Looking for Bluebeard (À la recherche de Barbe-Bleue)
- Un coup à la porte (Knock)

## Année1949
- This Way Out
- Dessinateur-humoristique (All Good Bems)
- Une souris (Mouse)
- Murder and Matilda
- Come and Go Mad
- Last Curtain (alias Cream of the Jest ; Good Night, Good Knight)
- Crisis, 1999
- Each Night He Died (alias Cain)
- Lettre à un phénix (Letter to a Phoenix)
- The Cat from Siam
- The Sinister Mr. Dexter (alias House of Fear)
- Deadly Weekend
- The Bloody Moonlight
- Gateway to Darkness (alias Small World ou Race to the Stars)

## Année1950
- The Last Train
- Death and Nine Lives
- The Blind Lead (A l'aveuglette)
- The Case of the Dancing Sandwiches
- The Nose of Don Aristide
- Flotte de vengeance (Vengeance Unlimited ; Vengeance Fleet)
- Entité-piège (From These Ashes ; Entity Trap)
- The Undying Ones / Obedience
- Walk in the Shadows
- The Frownzly Florgels
- Gateway to Glory
- Le Dernier Martien (The Last Martian)
- Lune de miel en enfer (Honeymoon in Hell)
- Mitkey Rides Again
- Device of the Turtle / Six-Legged Swengali

## Année1951
- Sombre Interlude (Dark Interlude)
- Un homme de qualité (Man of Distinction)
- The Switcheroo
- L'Arme (The Weapon)
- Cartoonist
- Something Green
- Le Dôme (The Dome)
- Un mot de la direction (A Word from Our Sponsor)
- The Gamblers
- The Hatchetman

## Année1952
- Moi, Flapjack et les Martiens (Me and Flapjack and the Martians)

## Année1953
- Witness in the Dark
- The Pickled Punks
- The Wench is Dead
- Petit agnelet (The Little Lamb)
- Bruissement d'ailes (Rustle of Wings)
- Galerie de glaces (Hall of Mirrors)

## Année1954
- Expérience (Experiment)
- Sentinelle (Sentry)
- Entrée interdite (Keep Out)
- Martians, Go Home
- Cela va de soi (Naturally)
- Vaudou (Voodoo)
- La Réponse (Answer)
- Daisies
- Pattern
- Politeness
- Preposterous
- Reconciliation
- Search
- Sentence
- Solipsist

## Année1955
- Du sang ! (Blood)
- Millenium (Millenium)
- Marotte (Premiere of Murder)
- Erreur fatale (The Perfect Crime ; Fatal Error)
- Lettre morte (The Letter ; Dead Letter)
- La Première machine à temps (The First Time Machine)
- Il ne faut pas pousser grand-mère (Too Far)
- Imaginons (Imagine)

## Année1956
- Line of Duty

## Année1957
- Murder Set to Music / Murder to Music ou Dig That Crazy Killer
- Expédition (Expedition)
- Happy Ending

## Année1958
- The Amy Waggoner Murder Case
- Jicets (Jaycee)
- Malheureusement (Unfortunately)
- Who Was That Blonde I Saw You Kill Last Night
- Vodou

## Année1959
- The Late Lamented
- Vilain (Nasty)
- La Corde enchantée (Rope Trick)
- Night of the Psycho

## Année1960
- The Mind Thing
- Abominable (Abominable)
- Comme ours en cage (Bear Possibility)
- Hymne de sortie du clergé (Recessional)
- Rebond (The Power ; Rebound)
- Contact (Earthmen Bearing Gifts)
- L'Anniversaire de Grand-mère (Granny's Birthday)
- La Maison (The House)

## Année1961
- The Hobbyist
- Les Grandes Découvertes perdues (Great Lost Discoveries)
- Cauchemar en gris (Nightmare in Gray)
- Cauchemar en vert (Nightmare in Green)
- Cauchemar en blanc(Nightmare in White)
- Cauchemar en bleu (Nightmare in Blue)
- Cauchemar en jaune (Nightmare in Yellow)
- Cauchemar en rouge (Nightmare in Red)
- F.I.N. (Nightmare in Time ; The End)
- Les Vies courtes et heureuses d'Eustache Weaver (Of Time and Eustace Weaver ; The Short Happy Lives of E. Weaver I-II-III)
- Barbe luisante (Bright Beard)
- Voleur de chats (Cat Burglar)
- Mort sur la montagne (Death on the Mountain)
- Histoire de pêcheur (Fish Story)
- L'Anneau de Hans Carvel (The Ring of Hans Carvel)
- Deuxième chance (Second Chance)
- Trois petits hiboux (Three Little Owls)
- Before She Kills
- Horse Race

## Année1962
- Aelurophobe
- Spectacle de marionnettes (Puppets)
- Fatal Facsimile

## Année1963
- Double Standard
- Instant Novellas (alias 20 Stories in 60 Lines)
- It Didn't Happen
- Tale of the Flesh Monger (alias Ten Percenter)
- The Missing Actor

## Année1964
- Why, Benny, Why

## Année1965
- Eine Kleine Nachtmusik

## Publications posthumes
- Mirror
- Nightmare in Darkness
- The Water-Walker
- How Tagrid Got There